# Województwo opolskie
Województwo opolskie – jedno z 16 województw w Polsce leżące w południowej części kraju. Obejmując obszar o powierzchni 9412 km² jest obecnie najmniejszym województwem w Polsce. Według danych z 30 czerwca 2020 r. było też województwem z najmniejszą liczbą mieszkańców – 980 771 mieszkańców. Siedzibą władz województwa jest Opole.

## Historia

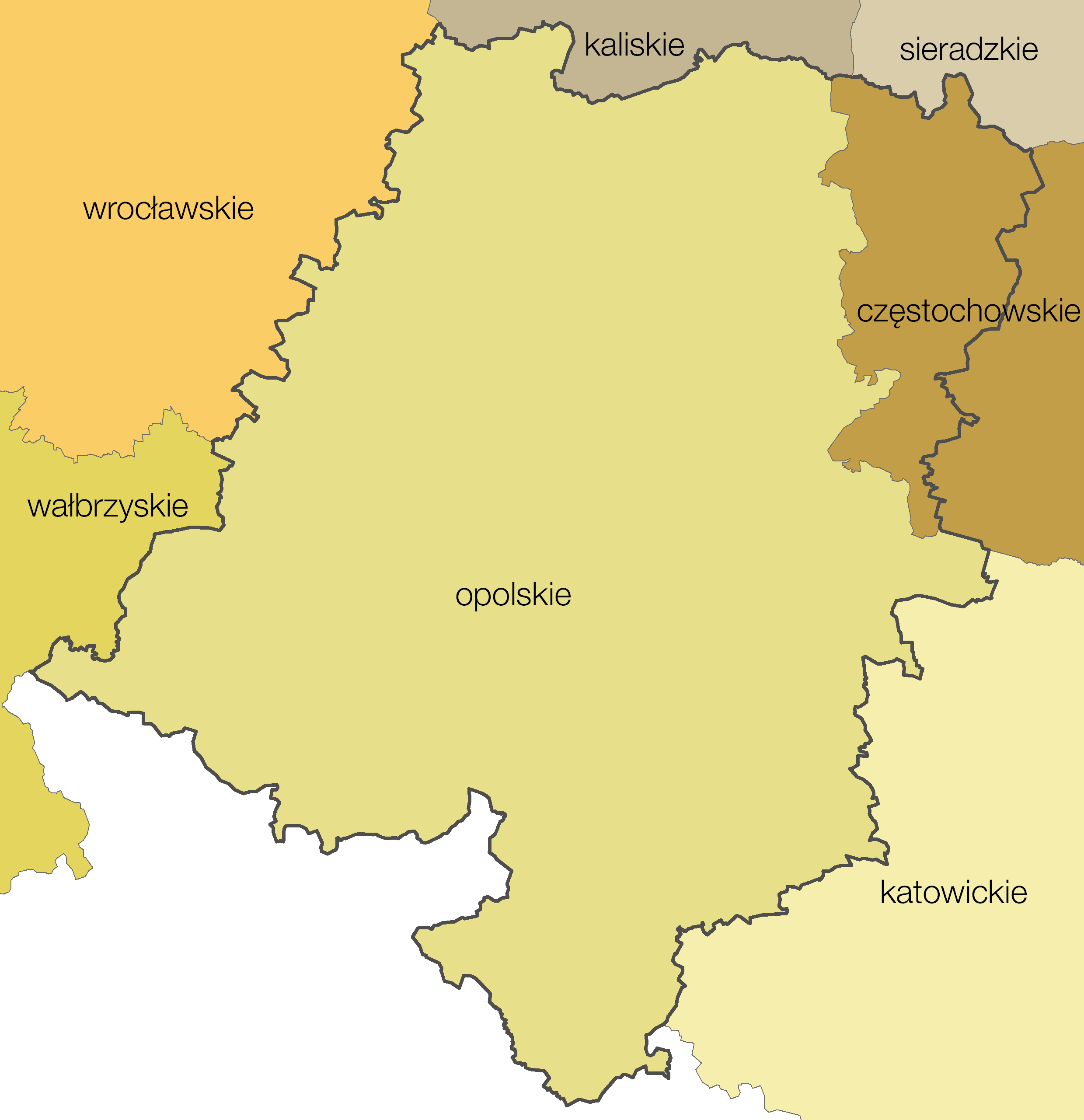
Województwa z lat 1975–1998 z granicą obecnego województwa opolskiego

Województwo w latach 1950–1975

Pierwsze województwo opolskie zostało utworzone w 1950 r., w 1975 odłączone od niego zostały powiat raciborski i powiat oleski; ten ostatni, powiększony terytorialnie, powrócił w granice województwa w wyniku reformy administracyjnej w 1999 r.

Województwo opolskie utworzono w 1950 roku na mocy ustawy z dnia 28 czerwca 1950 roku, w wyniku podziału województwa śląsko-dąbrowskiego na województwo katowickie i opolskie. Do województwa opolskiego dołączono powiat brzeski i powiat namysłowski z województwa wrocławskiego. Nowe województwo, liczące 9506 km², było najmniejszym w ówczesnej Polsce. Według danych z 1950 ponad 50% ówczesnych mieszkańców stanowili autochtoni, około 25% mieszkańców województwa stanowili Kresowianie. W 1975 roku w wyniku reformy administracyjnej powstało nowe województwo opolskie: powiat raciborski przyłączono do województwa katowickiego, a niemal cały powiat oleski do nowo utworzonego województwa częstochowskiego (2 z 8 jednostek pozostały w województwie opolskim). Od 1999 roku, wobec likwidacji województwa częstochowskiego, powiat oleski jest ponownie częścią woj. opolskiego.

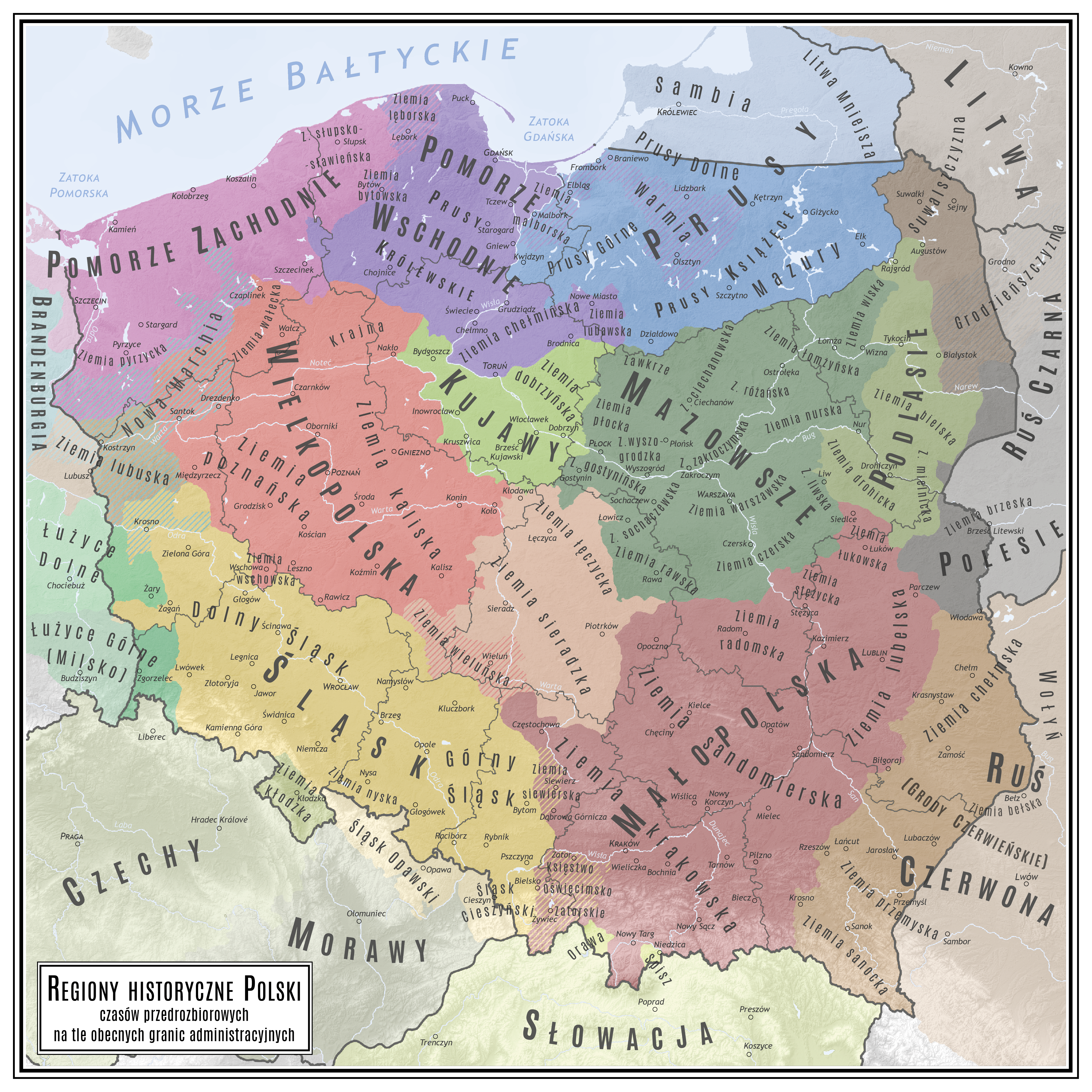
Krainy historyczne woj. opolskiego i Polski na tle współczesnych granic administracyjnych

## Geografia

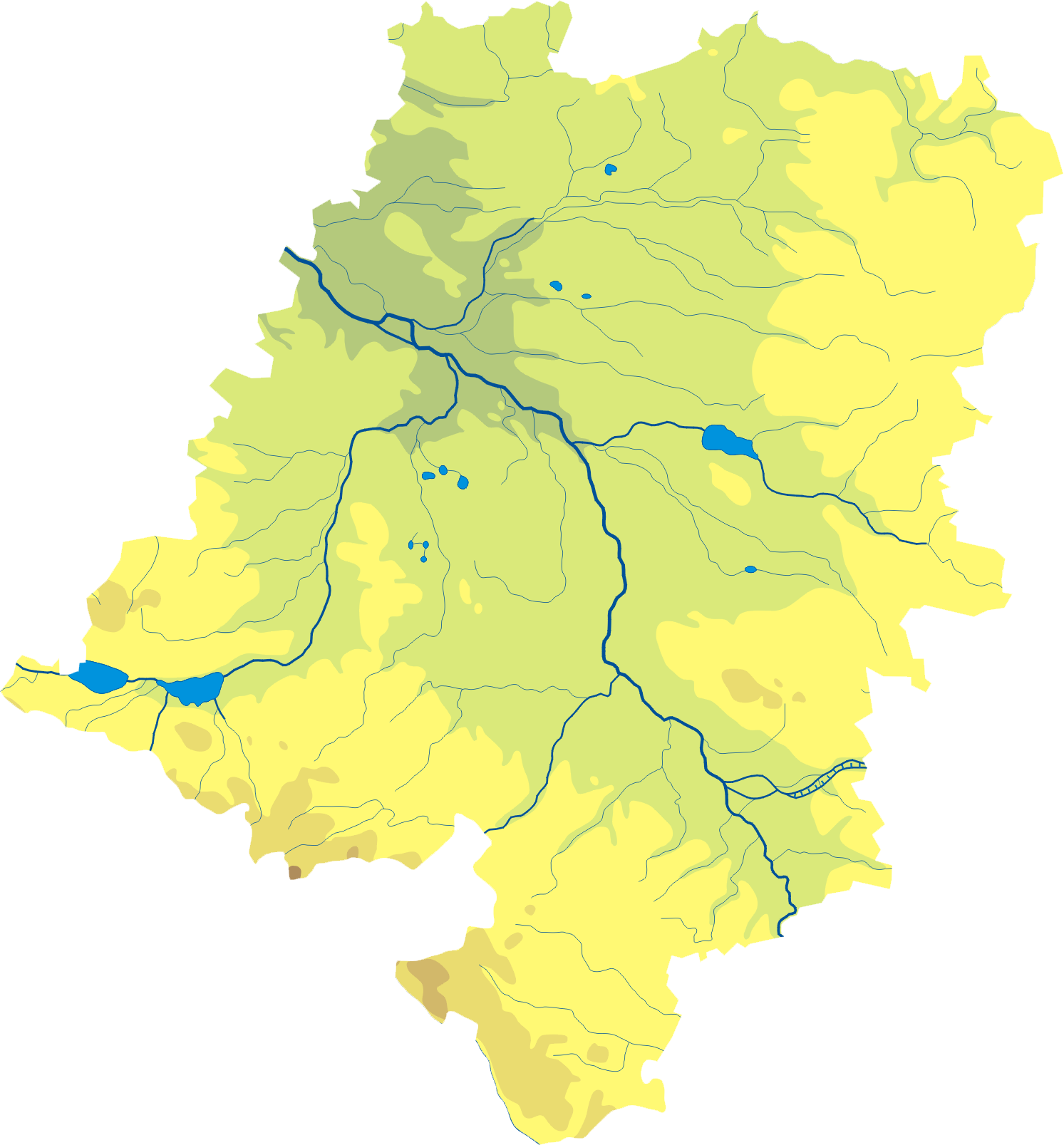
Mapa fizyczna województwa

Flaga urzędowa województwa z herbem

Według danych z 1 stycznia 2014 powierzchnia województwa wynosi 9411,87 km².
Według danych z 31 grudnia 2012 r. w woj. opolskim lasy obejmowały powierzchnię 249,8 tys. ha, co stanowiło 26,5% jego powierzchni.

### Położenie administracyjne
Województwo jest położone w południowo-zachodniej Polsce i graniczy z:
- Czechami (z krajami morawsko-śląskim i ołomunieckim) na długości 192,4 km na południu

oraz z województwami:
- dolnośląskim na długości 193,7 km na zachodzie
- łódzkim na długości 56,2 km na północnym wschodzie
- śląskim na długości 230,9 km na wschodzie
- wielkopolskim na długości 47,7 km na północy

### Położenie historyczne
Większość obszarów województwa stanowi zachodnią część Górnego Śląska, natomiast cały region jest często określany Śląskiem Opolskim, nie do końca poprawnie, gdyż północno-wschodnie skrawki województwa (gmina Praszka i gmina Rudniki) nie leżą na historycznym Śląsku, lecz na Ziemi Wieluńskiej. Zachodnia część obecnego województwa (ponad 20% powierzchni) obejmują tereny historycznego Dolnego Śląska: większa część ziemi brzeskiej oraz ziemię namysłowską, które do 1950 roku należały do województwa wrocławskiego. Również takie miasta jak Nysa, Grodków, Otmuchów, Paczków i Głuchołazy położone są na terenach historycznego Dolnego Śląska (dawne księstwo nyskie). Prudnik i jego najbliższe okolice w średniowieczu stanowiły część Moraw (do 1337 roku). W południowej części województwa, w okolicy Kietrza znajduje się enklawa morawska.

### Topografia
W wymiarze północ-południe województwo rozciąga się na długości 136 km, to jest 1°13′20″. W wymiarze wschód-zachód rozpiętość województwa wynosi 127 km, co w mierze kątowej daje 1°47′15″.
Współrzędne geograficzne skrajnych punktów:
- północny: 51°11′40″ szer. geogr. N – działka ewidencyjna nr 365/3 (powiat namysłowski),
- południowy: 49°58′20″ szer. geogr. N – nurt Opawy pomiędzy słupkami granicznymi nr IV/71a a nr IV/71c (powiat głubczycki),
- zachodni: 16°54′28″ dług. geogr. E – słupek graniczny nr 200 (powiat nyski),
- wschodni: 18°41′43″ dług. geogr. E – pd.-wsch. narożnik działki ewidencyjnej nr 725 (powiat oleski).

Najwyższym punktem jest wierzchołek Biskupiej Kopy – 889 m n.p.m. Najwyżej położonymi miastami województwa są Głuchołazy i Prudnik.

### Stosunki wodne
Główną rzeką województwa jest Odra. Pozostałe większe rzeki województwa to Mała Panew oraz Nysa Kłodzka. Największymi jeziorami są zbiorniki sztuczne, tj. Jeziora Nyskie, Otmuchowskie i Turawskie.

## Podział administracyjny
Województwo opolskie jest podzielone na z 11 powiatów oraz 1 miasto na prawach powiatu (Opole).
Powierzchnia stan na 31 grudnia 2017, liczba ludności stan na 30 czerwca 2020.
| Herb                     | Flaga                    | Powiat                  | Powierzchnia [km²] | Ludność | Gęstość zaludnienia [osób/km²] | Lokata w Polsce według powierzchni | Lokata w Polsce według ludności | Przeciętna stopa bezrobocia (30 czerwca 2014) | Zadłużenie samorządu względem dochodów (2014) | Stopa urbanizacji |
| ------------------------ | ------------------------ | ----------------------- | ------------------ | ------- | ------------------------------ | ---------------------------------- | ------------------------------- | --------------------------------------------- | --------------------------------------------- | ----------------- |
|                          |                          | brzeski                 | 875,96             | 89 632  | 102                            | 158                                | 139                             | 20,5%                                         | 5,6%                                          | 56,5%             |
|                          | Powiat nie posiada flagi | głubczycki              | 672,63             | 45 291  | 67                             | 231                                | 323                             | 17,7%                                         | 22,1%                                         | 45,77%            |
|                          |                          | kędzierzyńsko-kozielski | 625,13             | 93 544  | 150                            | 243                                | 129                             | 12,9%                                         | 15,8%                                         | 64,19%            |
|                          |                          | kluczborski             | 851,91             | 65 266  | 77                             | 164                                | 228                             | 13,2%                                         | 52,3%                                         | 51,05%            |
| Powiat nie posiada herbu | Powiat nie posiada flagi | krapkowicki             | 441,80             | 63 580  | 144                            | 296                                | 238                             | 8,8%                                          | 20,6%                                         | 55,1%             |
|                          |                          | namysłowski             | 748,18             | 42 680  | 57                             | 194                                | 338                             | 17,5%                                         | 15,6%                                         | 37,67%            |
|                          |                          | nyski                   | 1223,88            | 135 524 | 111                            | 79                                 | 56                              | 18,0%                                         | 7,3%                                          | 52,70%            |
|                          |                          | oleski                  | 973,38             | 64 167  | 66                             | 132                                | 234                             | 8,9%                                          | 15,1%                                         | 36,78%            |
|                          |                          | opolski                 | 1534,30            | 123 813 | 81                             | 29                                 | 62                              | 12,8%                                         | 6,2%                                          | 14,52%            |
|                          |                          | prudnicki               | 571,55             | 55 091  | 96                             | 268                                | 281                             | 17,4%                                         | 38,4%                                         | 52,76%            |
|                          |                          | strzelecki              | 744,27             | 74 171  | 100                            | 195                                | 196                             | 8,9%                                          | 16,1%                                         | 45,19%            |
|                          |                          | Opole (m.n.p.p.)        | 148,88             | 128 012 | 860                            | 341                                | 82                              | 6,3%                                          | 35,8%                                         | 100%              |

### Podregiony statystyczne
Województwo opolskie składa się z 2 podregionów statystycznych (GUS) – zgodnych ze standardem NUTS Unii Europejskiej:
- podregion nyski (kod 523) obejmuje 5 powiatów: powiat nyski, powiat prudnicki, powiat brzeski, powiat namysłowski oraz powiat głubczycki
- podregion opolski (kod 524) obejmuje 1 miasto na prawach powiatu i 6 powiatów: Opole, powiat opolski, powiat krapkowicki, powiat oleski, powiat kędzierzyńsko-kozielski, powiat strzelecki oraz powiat kluczborski

## Urbanizacja

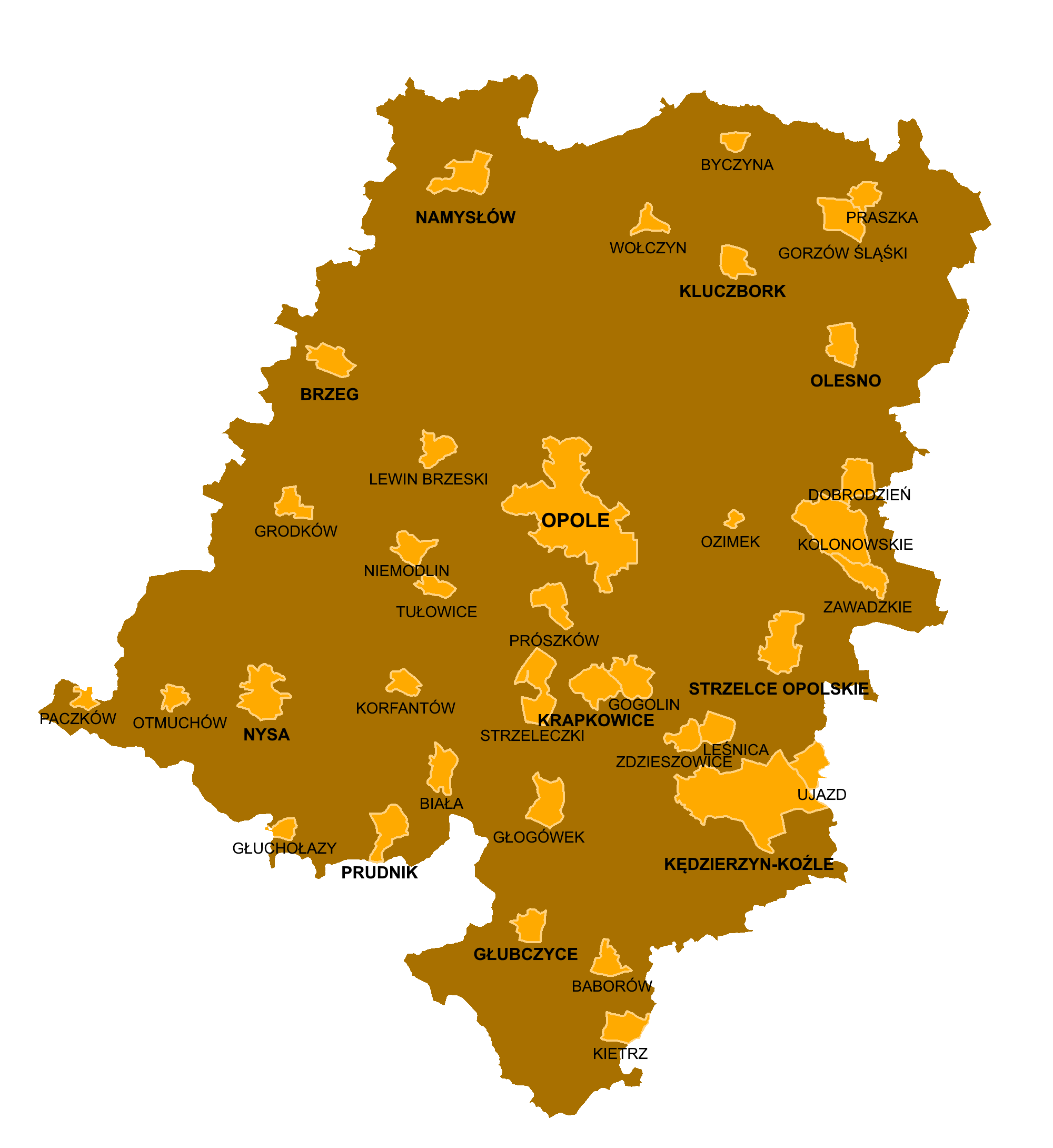
Miasta województwa opolskiego w granicach administracyjnych

W województwie opolskim jest 37 miast, w tym jedno na prawach powiatu.
Zestawienie na podstawie publikacji GUS z 30 czerwca 2020 roku.
Podkreślone zostały siedziby powiatów, a wytłuszczone miasta na prawach powiatu.

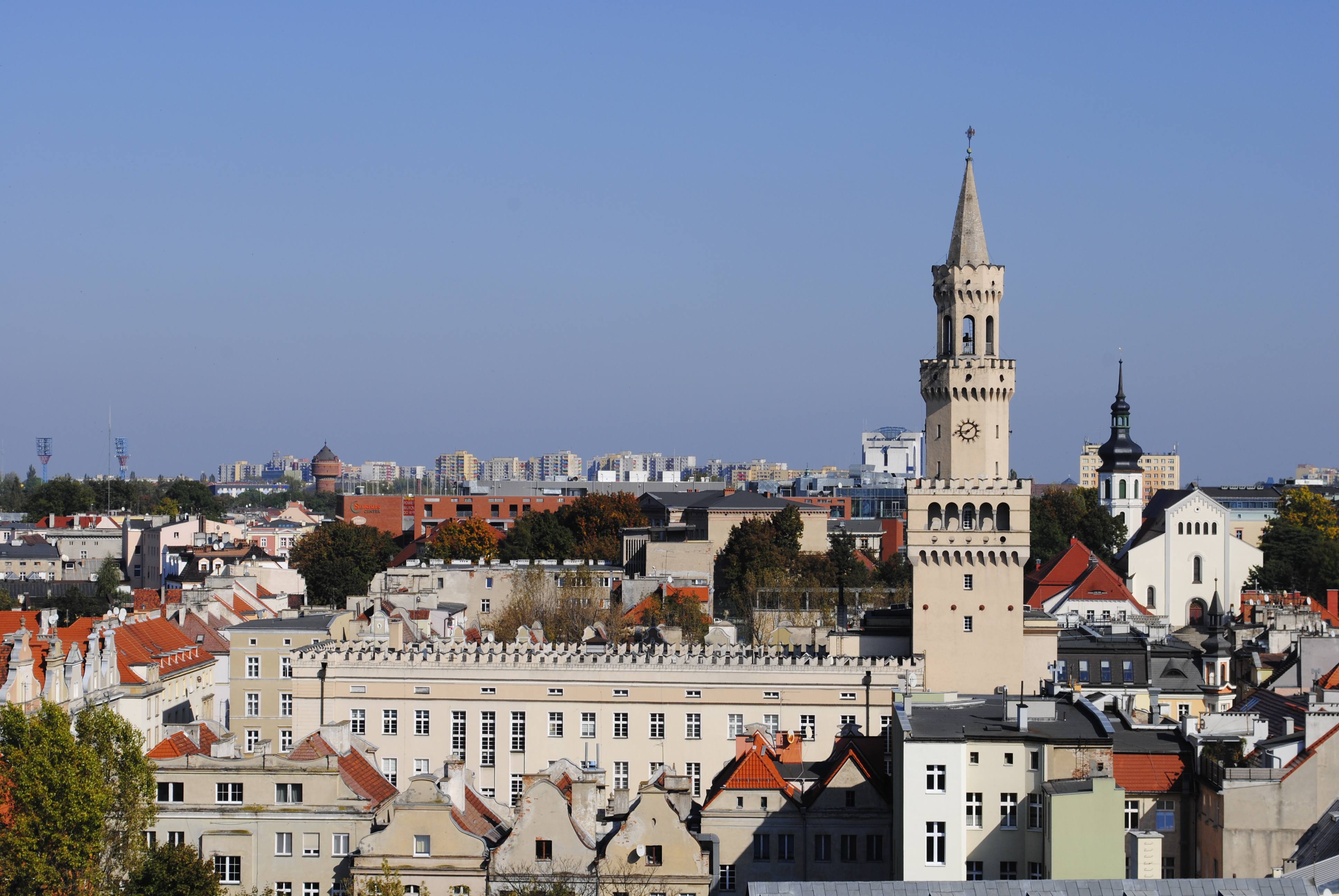
Stare Miasto w Opolu

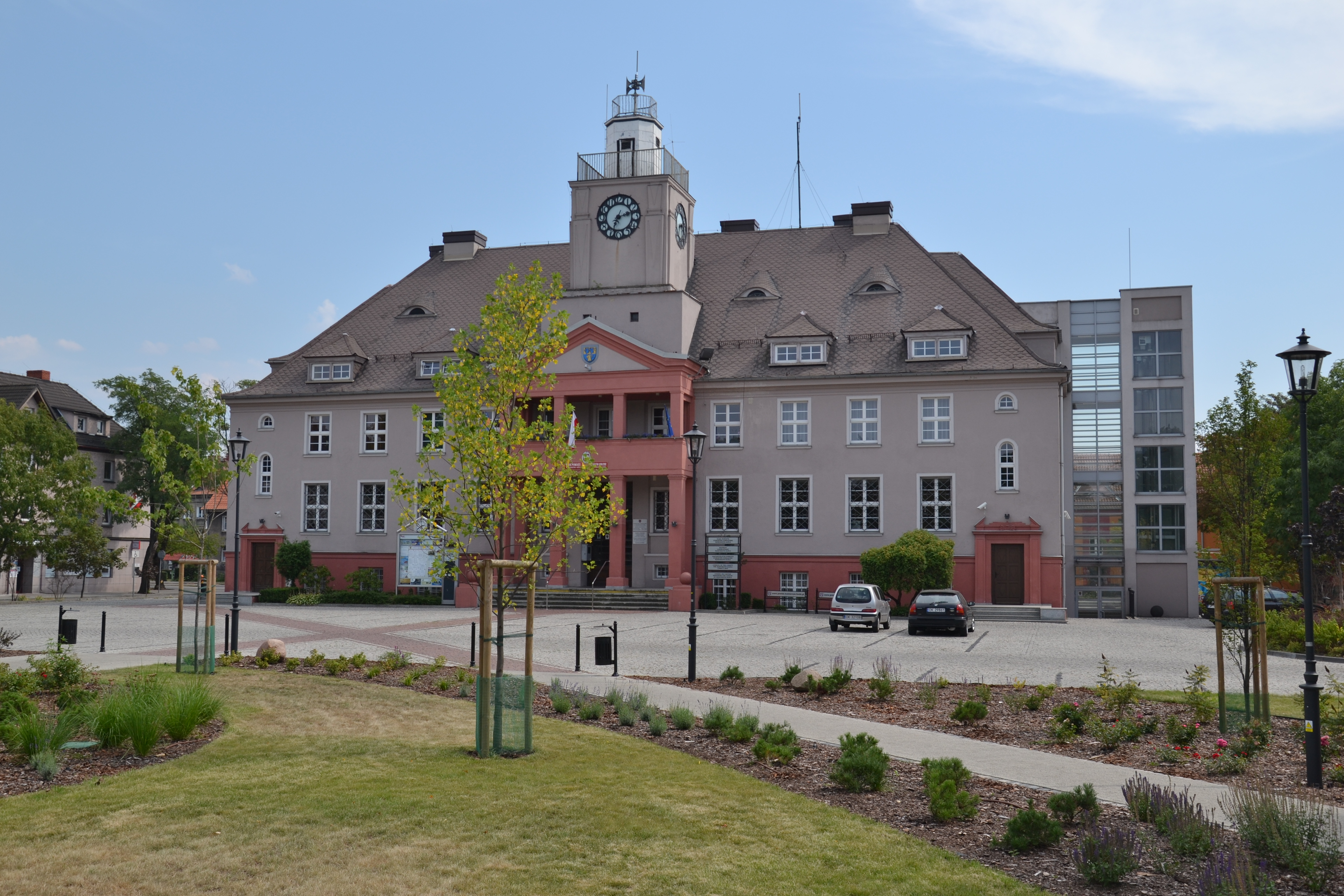
Ratusz w Kędzierzynie-Koźlu

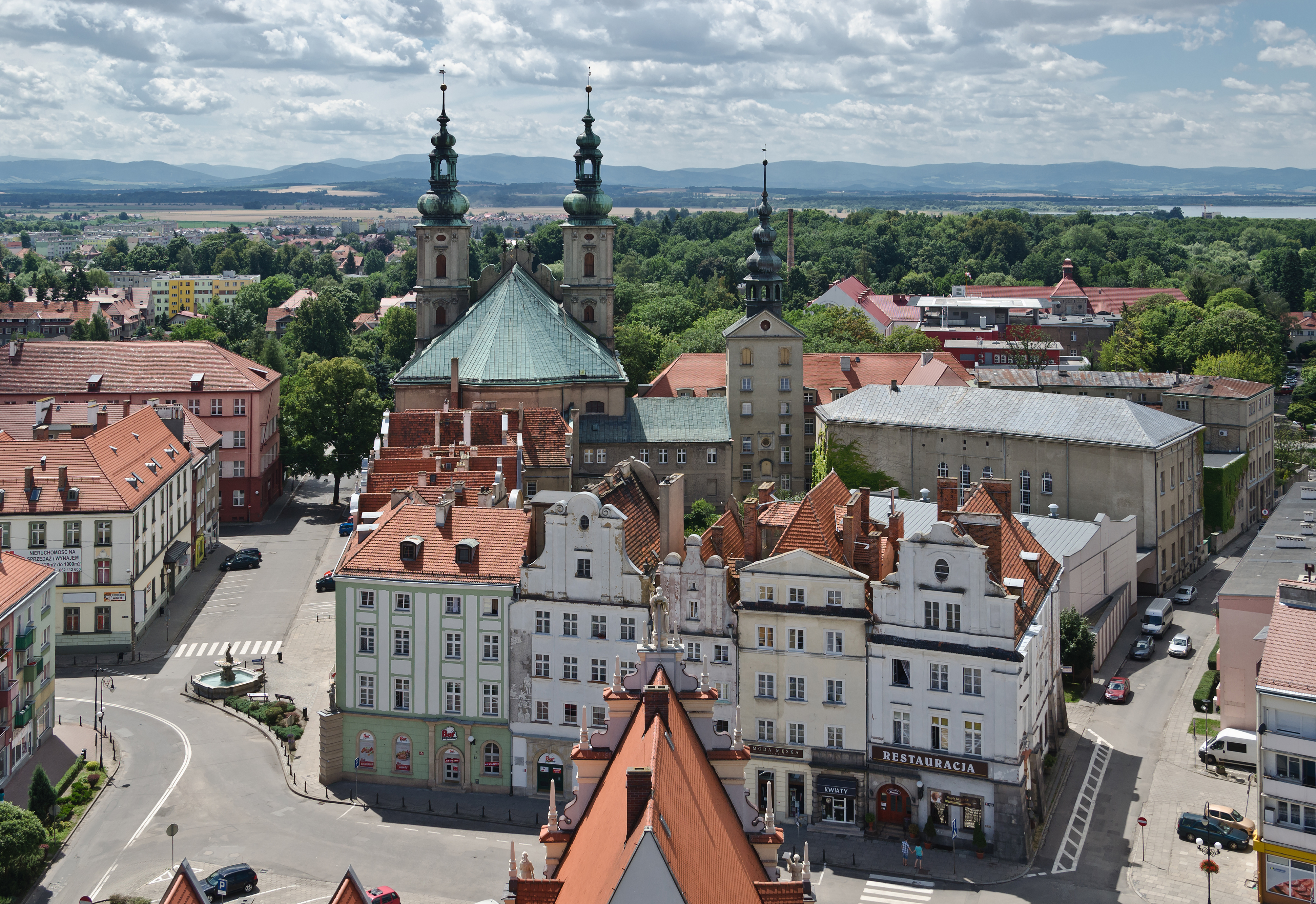
Stare Miasto w Nysie

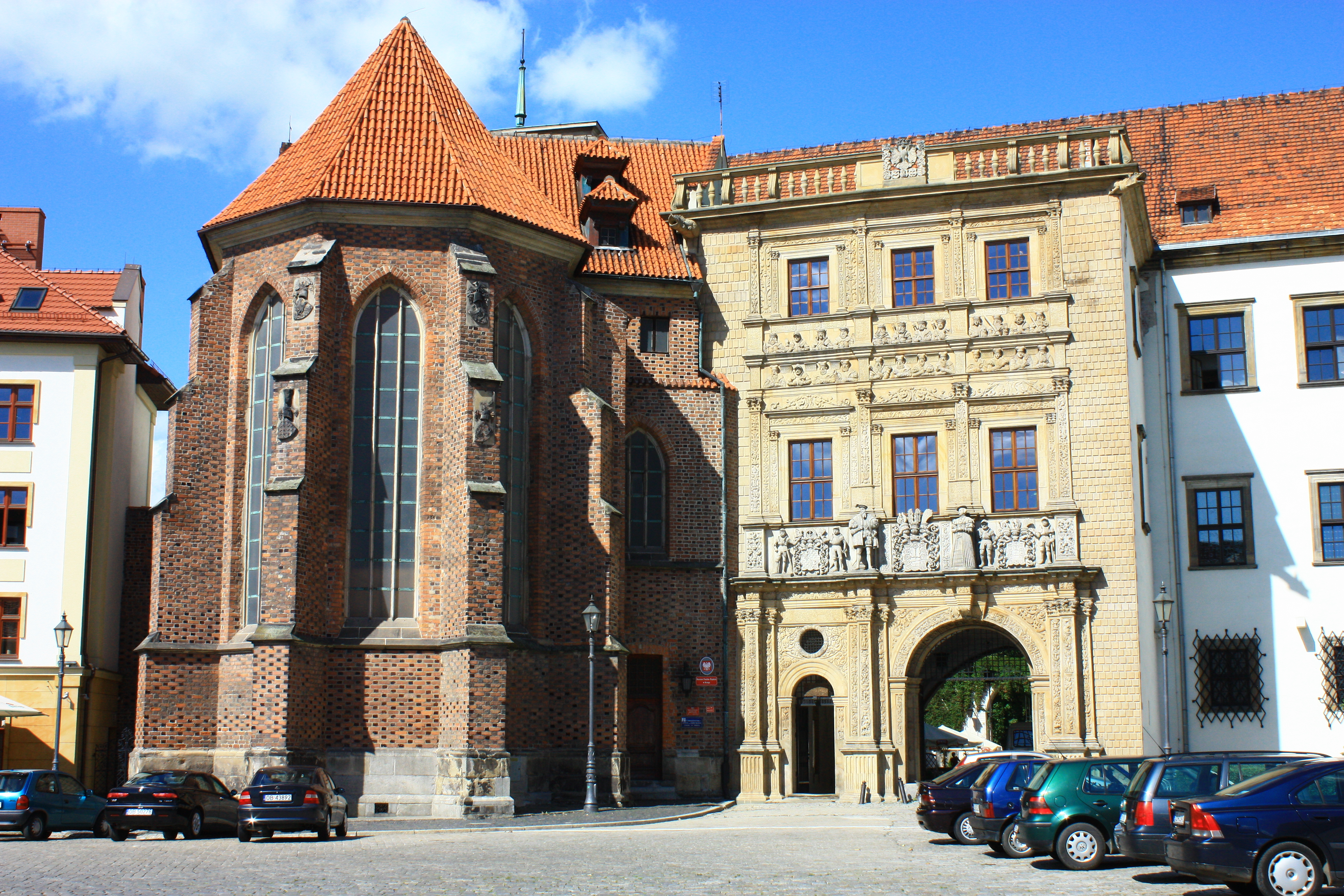
Zamek Piastów Śląskich w Brzegu

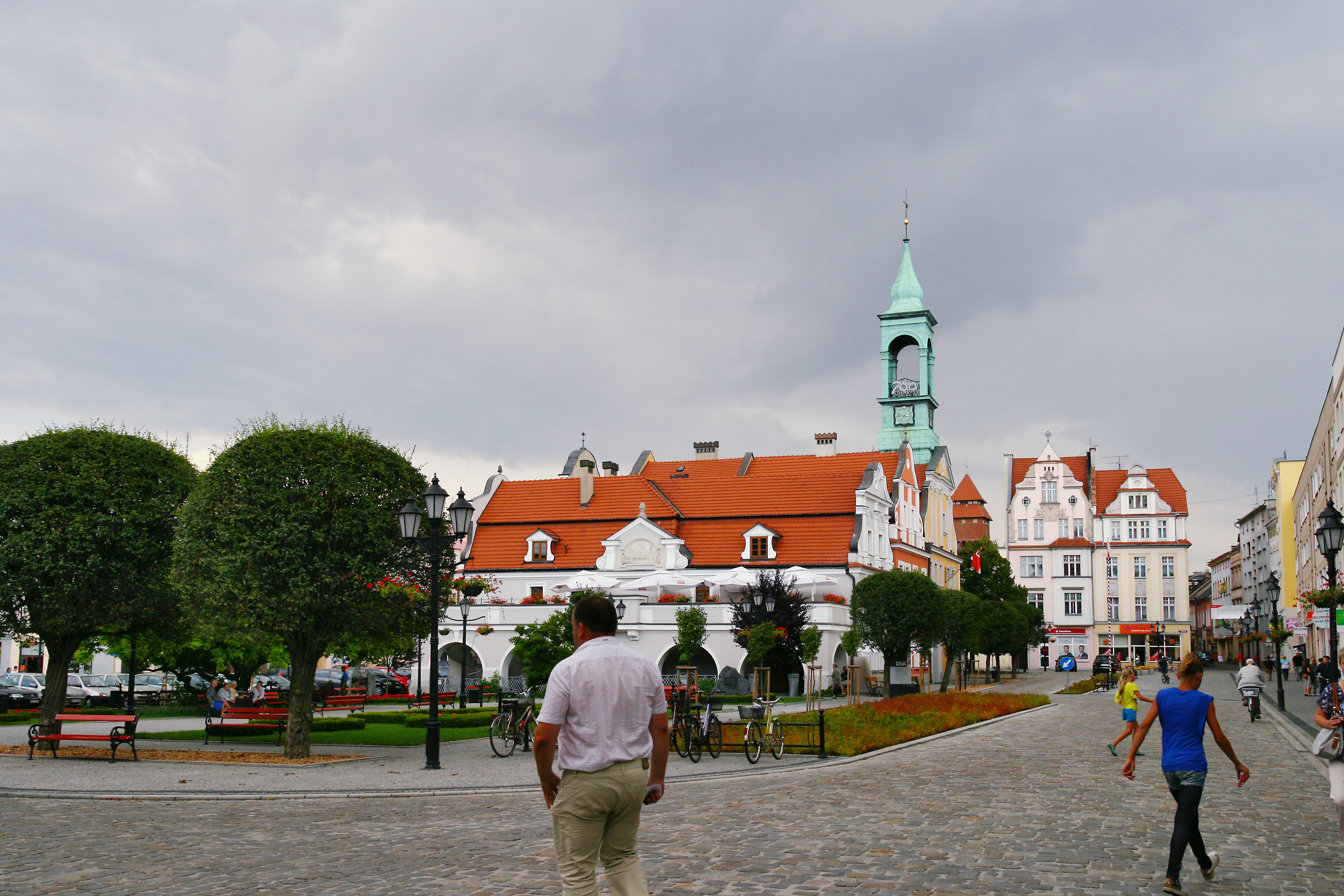
Rynek w Kluczborku

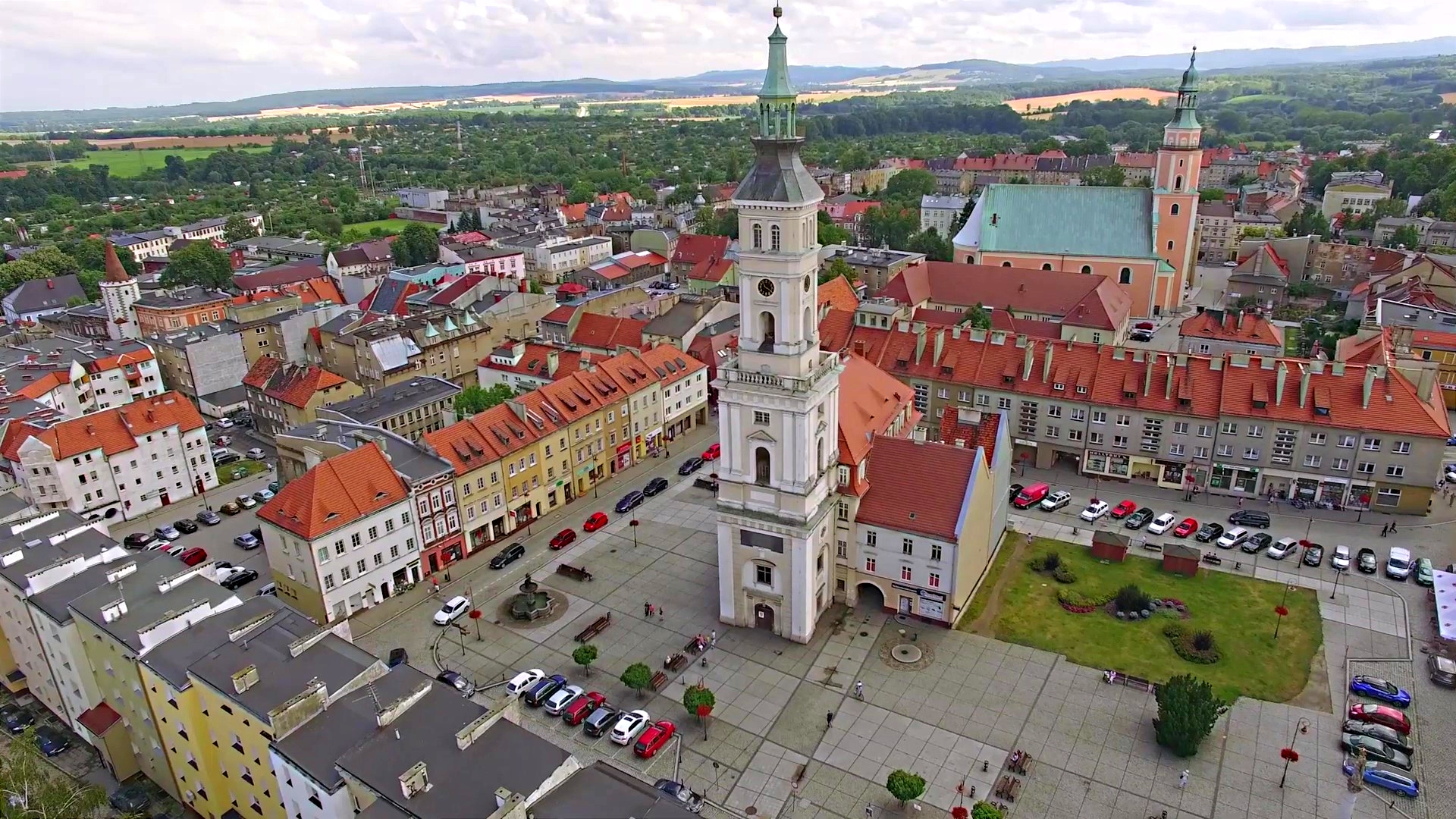
Rynek w Prudniku

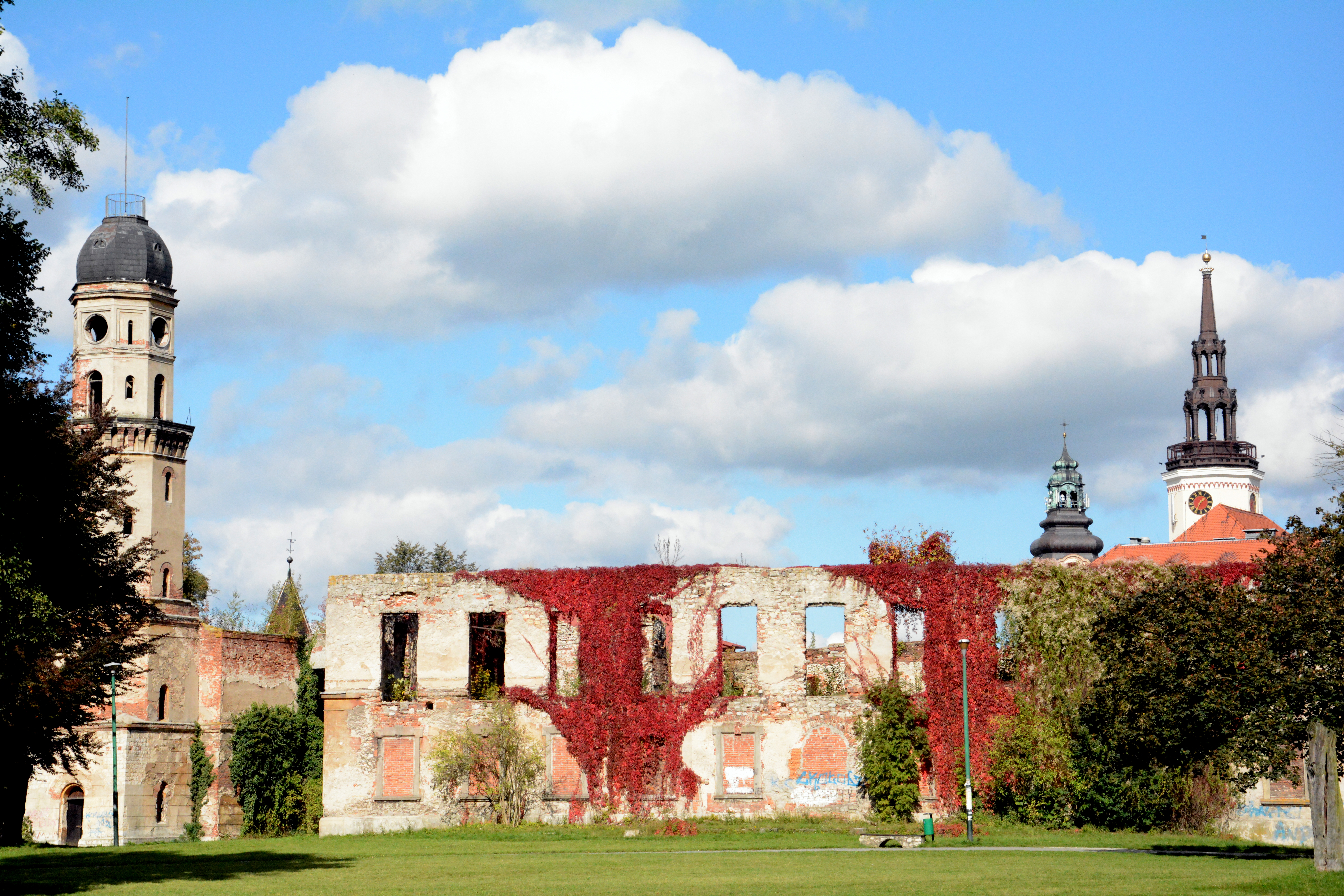
Ruiny zamku w Strzelcach Opolskich

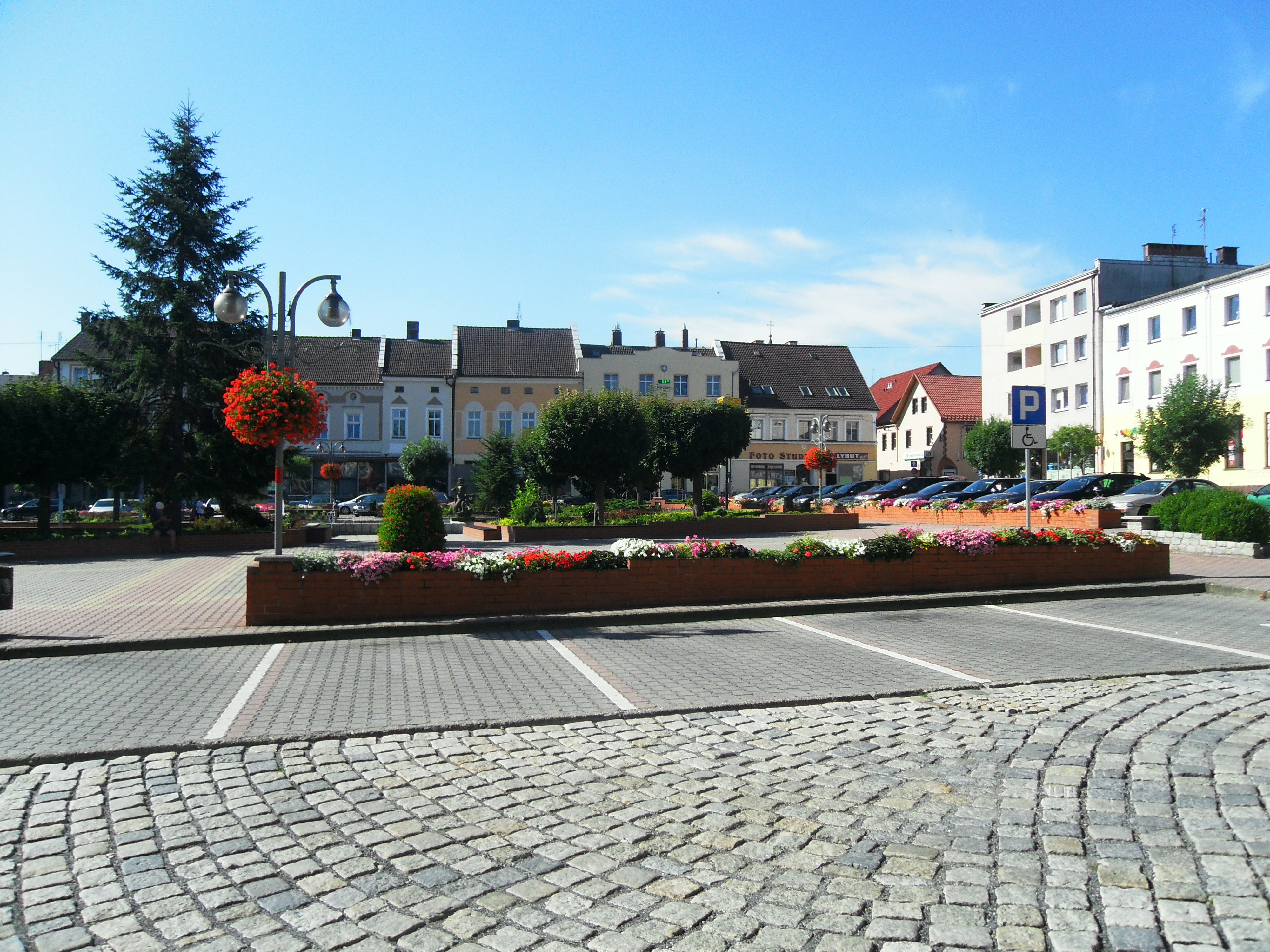
Rynek w Krapkowicach

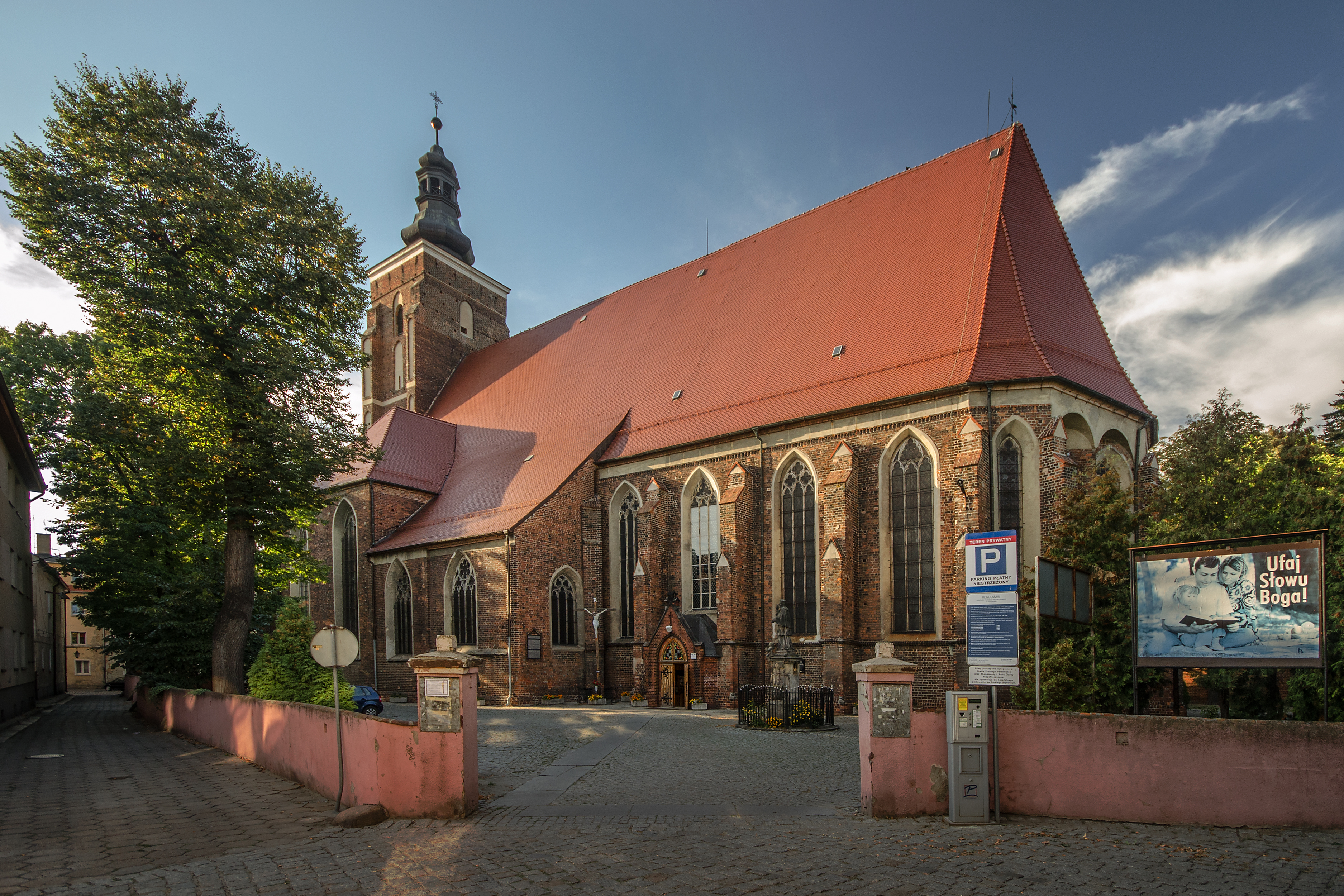
Kościół Świętych Apostołów Piotra i Pawła w Namysłowie

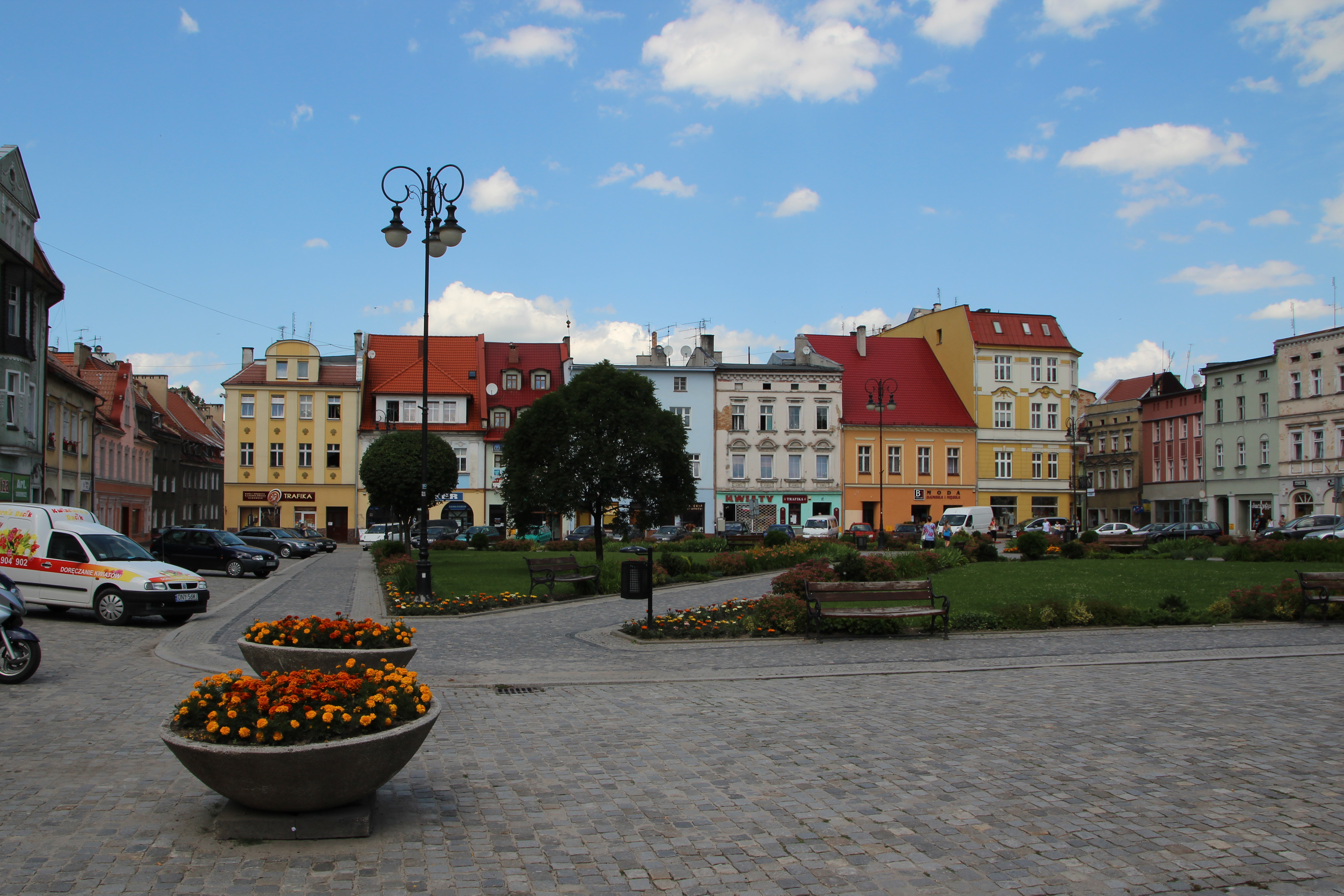
Rynek w Głuchołazach

Największym miastem jest Opole.
| Lp. | Herb | Miasto            | Powiat                  | Ludność (30 czerwca 2020) | Powierzchnia 31 grudnia 2017 (km²) | Gęstość zaludnienia (os./km²) |
| --- | ---- | ----------------- | ----------------------- | ------------------------- | ---------------------------------- | ----------------------------- |
| 1.  |      | Opole             | m.n.p.p. Opole          | 128 012                   | 148,88                             | 860                           |
| 2.  |      | Kędzierzyn-Koźle  | kędzierzyńsko-kozielski | 60 383                    | 123,71                             | 488                           |
| 3.  |      | Nysa              | nyski                   | 43 580                    | 27,51                              | 1584                          |
| 4.  |      | Brzeg             | brzeski                 | 35 491                    | 14,61                              | 2429                          |
| 5.  |      | Kluczbork         | kluczborski             | 23 396                    | 12,35                              | 1894                          |
| 6.  |      | Prudnik           | prudnicki               | 20 887                    | 20,50                              | 1019                          |
| 7.  |      | Strzelce Opolskie | strzelecki              | 17 766                    | 29,97                              | 593                           |
| 8.  |      | Namysłów          | namysłowski             | 16 650                    | 22,61                              | 736                           |
| 9.  |      | Krapkowice        | krapkowicki             | 16 105                    | 21,01                              | 767                           |
| 10. |      | Głuchołazy        | nyski                   | 13 435                    | 6,83                               | 1967                          |
| 11. |      | Głubczyce         | głubczycki              | 12 468                    | 12,54                              | 994                           |
| 12. |      | Zdzieszowice      | krapkowicki             | 11 370                    | 12,35                              | 921                           |
| 13. |      | Olesno            | oleski                  | 9374                      | 15,08                              | 622                           |
| 14. |      | Ozimek            | opolski                 | 8524                      | 3,25                               | 2623                          |
| 15. |      | Grodków           | brzeski                 | 8520                      | 9,88                               | 862                           |
| 16. |      | Praszka           | oleski                  | 7585                      | 9,35                               | 811                           |
| 17. |      | Paczków           | nyski                   | 7424                      | 6,60                               | 1125                          |
| 18. |      | Zawadzkie         | strzelecki              | 7073                      | 16,46                              | 430                           |
| 19. |      | Gogolin           | krapkowicki             | 6776                      | 20,35                              | 333                           |
| 20. |      | Otmuchów          | nyski                   | 6506                      | 27,82                              | 234                           |
| 21. |      | Niemodlin         | opolski                 | 6265                      | 13,11                              | 478                           |
| 22. |      | Kietrz            | głubczycki              | 5914                      | 18,74                              | 316                           |
| 23. |      | Wołczyn           | kluczborski             | 5852                      | 7,47                               | 783                           |
| 24. |      | Lewin Brzeski     | brzeski                 | 5728                      | 11,64                              | 492                           |
| 25. |      | Głogówek          | prudnicki               | 5569                      | 22,06                              | 252                           |
| 26. |      | Tułowice          | opolski                 | 4022                      | 9,23                               | 436                           |
| 27. |      | Dobrodzień        | oleski                  | 3682                      | 19,53                              | 189                           |
| 28. |      | Byczyna           | kluczborski             | 3546                      | 5,79                               | 612                           |
| 29. |      | Kolonowskie       | strzelecki              | 3294                      | 55,70                              | 59                            |
| 30. |      | Baborów           | głubczycki              | 2903                      | 11,86                              | 245                           |
| 31. |      | Prószków          | opolski                 | 2595                      | 16,22                              | 160                           |
| 32. |      | Leśnica           | strzelecki              | 2566                      | 14,50                              | 177                           |
| 33. |      | Gorzów Śląski     | oleski                  | 2454                      | 18,54                              | 132                           |
| 34. |      | Biała             | prudnicki               | 2399                      | 14,72                              | 163                           |
| 35. |      | Korfantów         | nyski                   | 1783                      | 10,23                              | 174                           |
| 36. |      | Ujazd             | strzelecki              | 1735                      | 14,76                              | 118                           |
| 37. |      | Strzeleczki       | krapkowicki             | 1539                      | 27,74                              | 55                            |

## Demografia
Dane z 30 czerwca 2020 roku:
| Opis                              | Ogółem       | Ogółem       | Kobiety      | Kobiety      | Mężczyźni    | Mężczyźni    |
| --------------------------------- | ------------ | ------------ | ------------ | ------------ | ------------ | ------------ |
| jednostka                         | osób         | %            | osób         | %            | osób         | %            |
| populacja                         | 980 771      | 100          | 506 593      | 52           | 474 178      | 48           |
| powierzchnia                      | 9 411,87 km² | 9 411,87 km² | 9 411,87 km² | 9 411,87 km² | 9 411,87 km² | 9 411,87 km² |
| gęstość zaludnienia (mieszk./km²) | 104          | 104          | 54           | 54           | 50           | 50           |

Województwo zamieszkuje w centrum i na wschodzie ludność autochtoniczna, identyfikująca się głównie jako Niemcy oraz Ślązacy. Obecnie większość mieszkańców województwa (ok. 2/3) stanowi ludność napływowa (oraz ich potomkowie), która przybyła na ten teren po roku 1945, w związku z przekazaniem przez Związek Sowiecki oraz Aliantów Zachodnich wcześniej niemieckiej części Górnego Śląska Polsce. Językiem dnia codziennego ludności niemieckiej i śląskiej jest dialekt śląski. Etnicznie polska ludność składa się ze Ślązaków i osadników z międzywojennej Polski centralnej oraz (tzw. Kresowiaków) ze wschodnich terenów II Rzeczypospolitej (tzw. Kresów) zagarniętych przez Związek Sowiecki, a obecnie leżących w granicach Litwy, Białorusi i Ukrainy. Duża grupa etnograficzna Opolan, dzieląca się także na mniejsze, nie stanowi obecnie odnośnika identyfikacyjnego dla współczesnych mieszkańców województwa opolskiego. Owi Opolanie to dzisiejsi Niemcy i Ślązacy.
- Piramida wieku mieszkańców W. opolskiego w 2014

1. Polacy (86.68%)
2. Ślązacy (6.29%)
3. Niemcy (6.28%)
4. Ukraińcy (0.23%)
5. Anglicy (0.11%)
6. Inni (0.41%)

|                                      | Liczba  | Udział |
| ------------------------------------ | ------- | ------ |
| Polacy (Bez innych deklaracji)       | 837 343 | 87,76% |
| Inna niż polska                      | 116 790 | 12,24% |
| Ślązacy (polska grupa etnograficzna) | 60 049  | 6,29%  |
| Niemcy                               | 59 911  | 6,28%  |
| Ukraińcy                             | 2 191   | 0,23%  |
| Anglicy                              | 1 061   | 0,11%  |
| Romowie                              | 887     | 0,09%  |
| Holendrzy                            | 582     | 0,06%  |
| Białorusini                          | 486     | 0,05%  |
| Amerykanie                           | 390     | 0,04%  |
| Włosi                                | 344     | 0,04%  |
| Irlandczycy                          | 337     | 0,04%  |
| Żydzi                                | 310     | 0,03%  |
| Rosjanie                             | 306     | 0,03%  |
| Czesi                                | 305     | 0,03%  |
| Ludność ogółem                       | 954 133 | 100%   |

## Religia
Na terenie województwa działalność prowadzą: Kościół rzymskokatolicki, Kościół greckokatolicki w Polsce, Kościół Polskokatolicki, Polski Autokefaliczny Kościół Prawosławny, Kościół Ewangelicko-Augsburski, Kościół Chrześcijan Baptystów, Kościół Ewangelicznych Chrześcijan w RP, Kościół Chrystusowy w Polsce, Kościół Zielonoświątkowy, Chrześcijańska Wspólnota Zielonoświątkowa, Kościół Boży w Chrystusie, Kościół Adwentystów Dnia Siódmego, Świadkowie Jehowy, Świecki Ruch Misyjny „Epifania”, Zrzeszenie Wolnych Badaczy Pisma Świętego, Opolski Ośrodek Zen, Buddyjski Związek Diamentowej Drogi Linii Karma Kagyu, Stolica Boża i Barankowa, Unitarianie i Raelianie.

## Administracja i polityka

Logo Województwa Opolskiego

### Samorząd województwa
Organem stanowiącym samorządu jest Sejmik Województwa Opolskiego, składający się z 30 radnych. Siedzibą sejmiku województwa jest Opole.
Sejmik wybiera organ wykonawczy samorządu, którym jest zarząd województwa, składający się z 5 członków z przewodniczącym mu marszałkiem.
Marszałkowie województwa opolskiego:
- 1999–2002 Stanisław Jałowiecki
- w 2002 Ryszard Galla
- 2002–2003 Ewa Olszewska
- 2003–2006 Grzegorz Kubat
- 2006–2013 Józef Sebesta
- 2013–2024 Andrzej Buła
- od 2024 Szymon Ogłaza

### Administracja rządowa
Terenowym organem administracji rządowej jest Wojewoda Opolski, wyznaczany przez Prezesa Rady Ministrów. Siedzibą wojewody jest Opole, gdzie znajduje się Opolski Urząd Wojewódzki w Opolu.

## Gospodarka

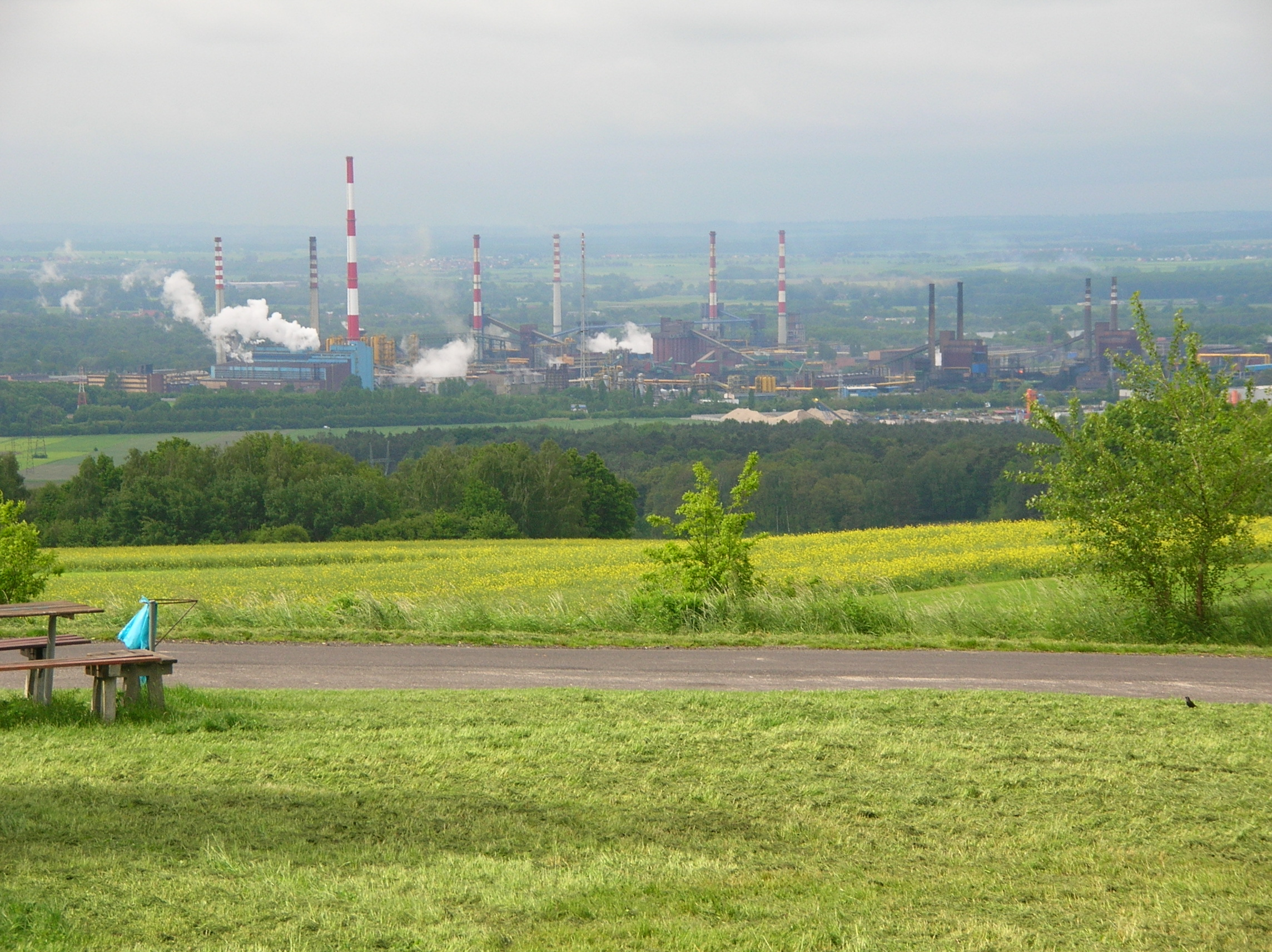
Koksownia Zdzieszowice

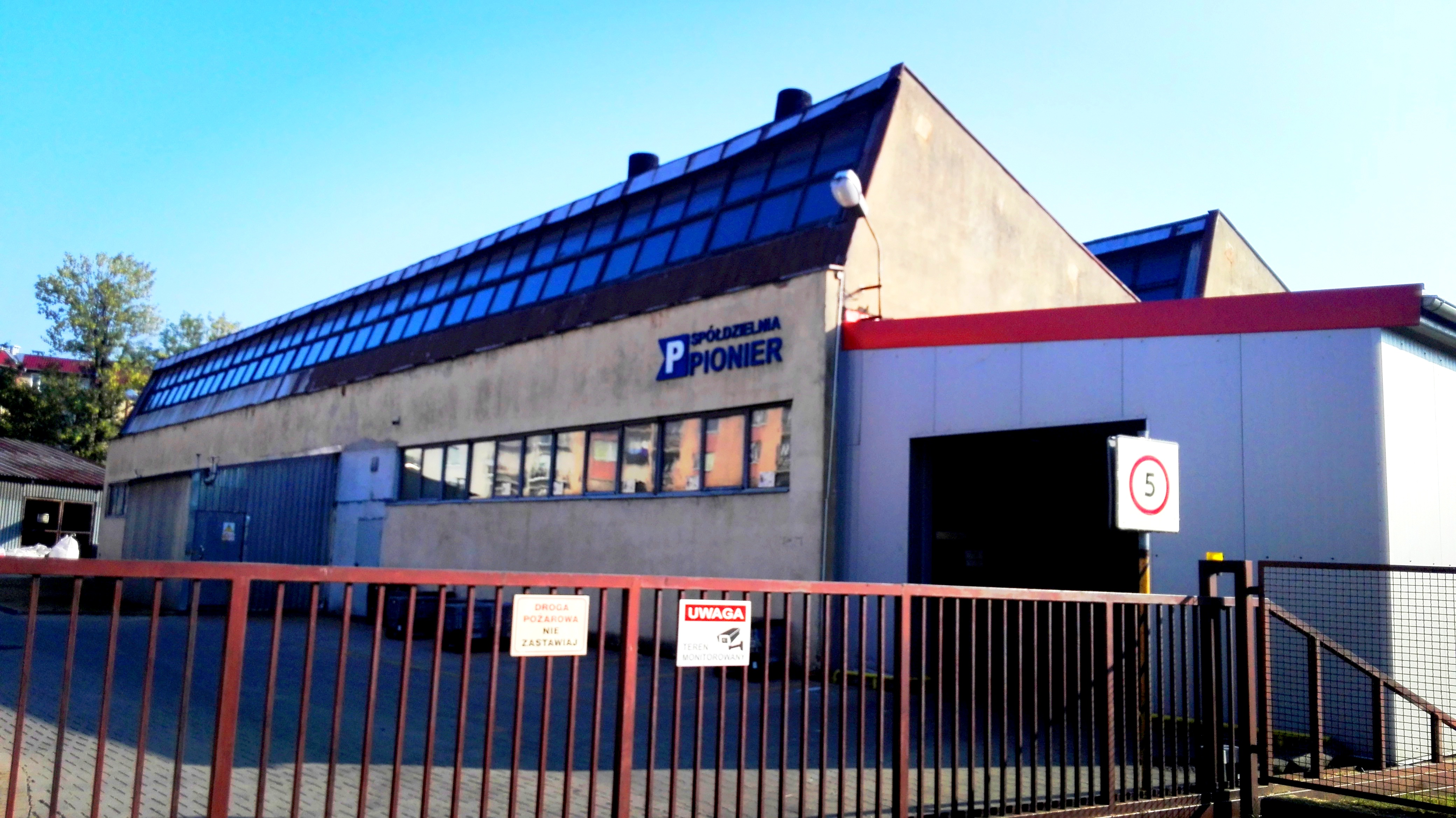
Spółdzielnia „Pionier” w Prudniku

W 2012 r. produkt krajowy brutto woj. opolskiego wynosił 34,3 mld zł, co stanowiło 2,1% PKB Polski. Produkt krajowy brutto na 1 mieszkańca wynosił 33,9 tys. zł (80,8% średniej krajowej), co plasowało opolskie na 11. miejscu względem innych województw.
Przeciętne miesięczne wynagrodzenie mieszkańca woj. opolskiego w 3. kwartale 2011 r. wynosiło 3335,29 zł, co lokowało je na 8. miejscu względem wszystkich województw.
We wrześniu 2019 liczba zarejestrowanych bezrobotnych w województwie obejmowała ok. 20 tys. mieszkańców, co stanowi stopę bezrobocia na poziomie 5,5% do aktywnych zawodowo.
Według danych z 2011 r. 4,7% mieszkańców w gospodarstwach domowych woj. opolskiego miało wydatki poniżej granicy ubóstwa skrajnego (tzn. znajdowało się poniżej minimum egzystencji).
W 2010 r. produkcja sprzedana przemysłu w woj. opolskim wynosiła 18,7 mld zł, co stanowiło 1,9% produkcji przemysłu Polski. Sprzedaż produkcji budowlano-montażowej w opolskim wynosiła 3,2 mld zł, co stanowiło 2,0% tej sprzedaży Polski.
Województwo opolskie posiada wysoko rozwinięty przemysł rolniczy, z szybko rosnącym udziałem usług. Najlepiej rozwinięte są środkowe i wschodnie części województwa. Na jego terenie działa Euroregion Pradziad z siedzibą w Prudniku. Posiada różnorodny przemysł, m.in. paliwowo-energetyczny (Opole, Kędzierzyn-Koźle, Zdzieszowice), chemiczny (Kędzierzyn-Koźle, Opole, Grodków), elektromaszynowy, w tym metalowy (Ozimek, Zawadzkie, Prudnik), maszynowy (Opole, Brzeg, Praszka, Kędzierzyn-Koźle, Nysa, Krapkowice, Kluczbork, Bodzanów), środków transportu (Praszka), metalurgiczny (Ozimek, Zawadzkie), mineralny, w tym cementowo-wapienniczy (Chorula, Strzelce Opolskie, Opole, Tarnów Opolski), spożywczy (Opole, Kędzierzyn-Koźle, Brzeg, Namysłów), meblarski (Kluczbork, Opole, Prudnik, Głuchołazy, Dobrodzień, Pludry, Paczków), skórzano-obuwniczy (Krapkowice, Strzelce Opolskie, Prudnik, Korfantów, Nysa, Głuchołazy), celulozowo-papierniczy (Krapkowice, Bodzanów, Głuchołazy, Kolonowskie), odzieżowy i dziewiarski.
Na terenie województwa brak większych złóż surowców mineralnych, z wyjątkiem skalnych, do których należą wapienie, margle, granity, bazalty. Eksploatowane są w większych ilościach w środkowej części województwa, Kotlarni i Górach Opawskich (kopalnia szarogłazu w Dębowcu koło Prudnika).
Na liście produktów tradycyjnych znajdują się 74 produkty z województwa opolskiego.

### Przedsiębiorstwa
Obecnie najważniejszymi przedsiębiorstwami w województwie opolskim są: Grupa Azoty ZAK w Kędzierzynie-Koźlu, ArcelorMittal Poland Oddział w Zdzieszowicach (największy producent koksu w Polsce), Huta Małapanew w Ozimku (najstarsza huta działająca w Polsce), Kler w Dobrodzieniu, Przedsiębiorstwo Wyrobów Cukierniczych „Odra” w Brzegu (jedno z największych polskich przedsiębiorstw cukierniczych), biuro podróży Itaka w Opolu, Spółdzielnia „Pionier” w Prudniku i Elektrownia Opole.
Nieistniejące już przedsiębiorstwa, które działały na terenie województwa to między innymi Zakłady Przemysłu Bawełnianego „Frotex” w Prudniku (największy producent wyrobów włókienniczych w Europie), Zakład Samochodów Dostawczych w Nysie, Śląskie Zakłady Przemysłu Skórzanego „Otmęt” w Krapkowicach i Agromet-Pionier w Strzelcach Opolskich.

## Bezpieczeństwo publiczne
W województwie opolskim działa centrum powiadamiania ratunkowego, które znajduje się w Opolu i które obsługuje zgłoszenia alarmowe kierowane do numerów alarmowych 112, 997, 998 i 999.

## Ochrona przyrody
Na terenie województwa opolskiego znajduje się 36 rezerwatów przyrody.
Poza tym istnieją 4 parki krajobrazowe:
- Stobrawski Park Krajobrazowy, największy park w opolskim, obejmujący kompleksy leśno-łąkowe w środkowo-zachodniej części województwa.
- Park Krajobrazowy Góra Świętej Anny, obejmuje najcenniejszy przyrodniczo obszar Chełmu z licznymi stanowiskami storczyków
- Park Krajobrazowy Góry Opawskie, chroniący polską część Gór Opawskich.
- Załęczański Park Krajobrazowy (na terenie województwa leży tylko niewielki skrawek parku).

## Turystyka i wypoczynek

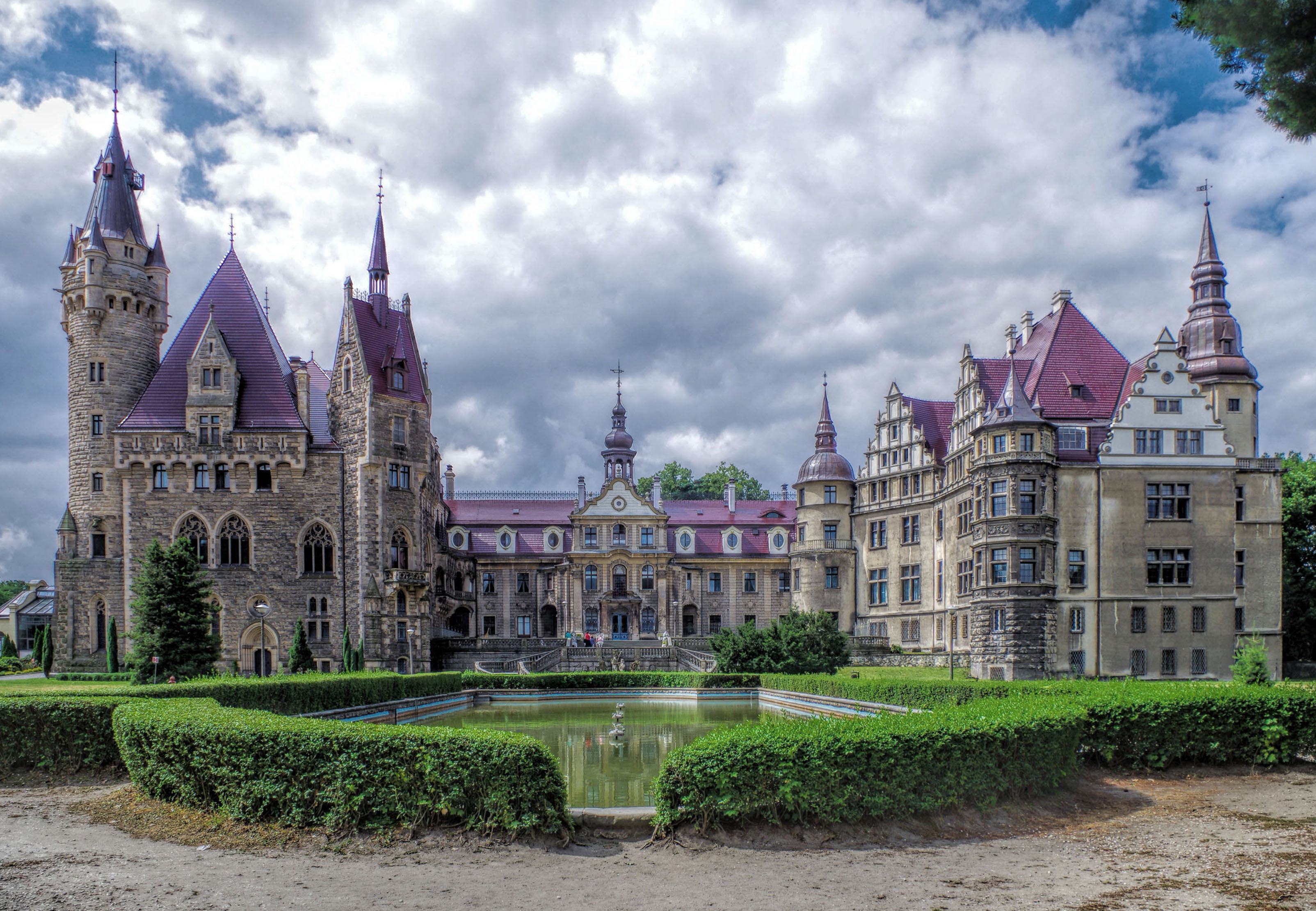
Pałac w Mosznej

Za miejscowości województwa o największych walorach turystycznych uznaje się miasta: Otmuchów, Prudnik, Byczyna, Nysa, Kluczbork, Paczków, Opole, Kędzierzyn-Koźle, Głuchołazy i Brzeg, oraz wsie: Biskupice, Jarnołtówek, Pokrzywna, Łambinowice, Jemielnica, Turawa, Kamień Śląski, Góra Świętej Anny, Ścibórz, Rogów Opolski, Moszna i Krasiejów.

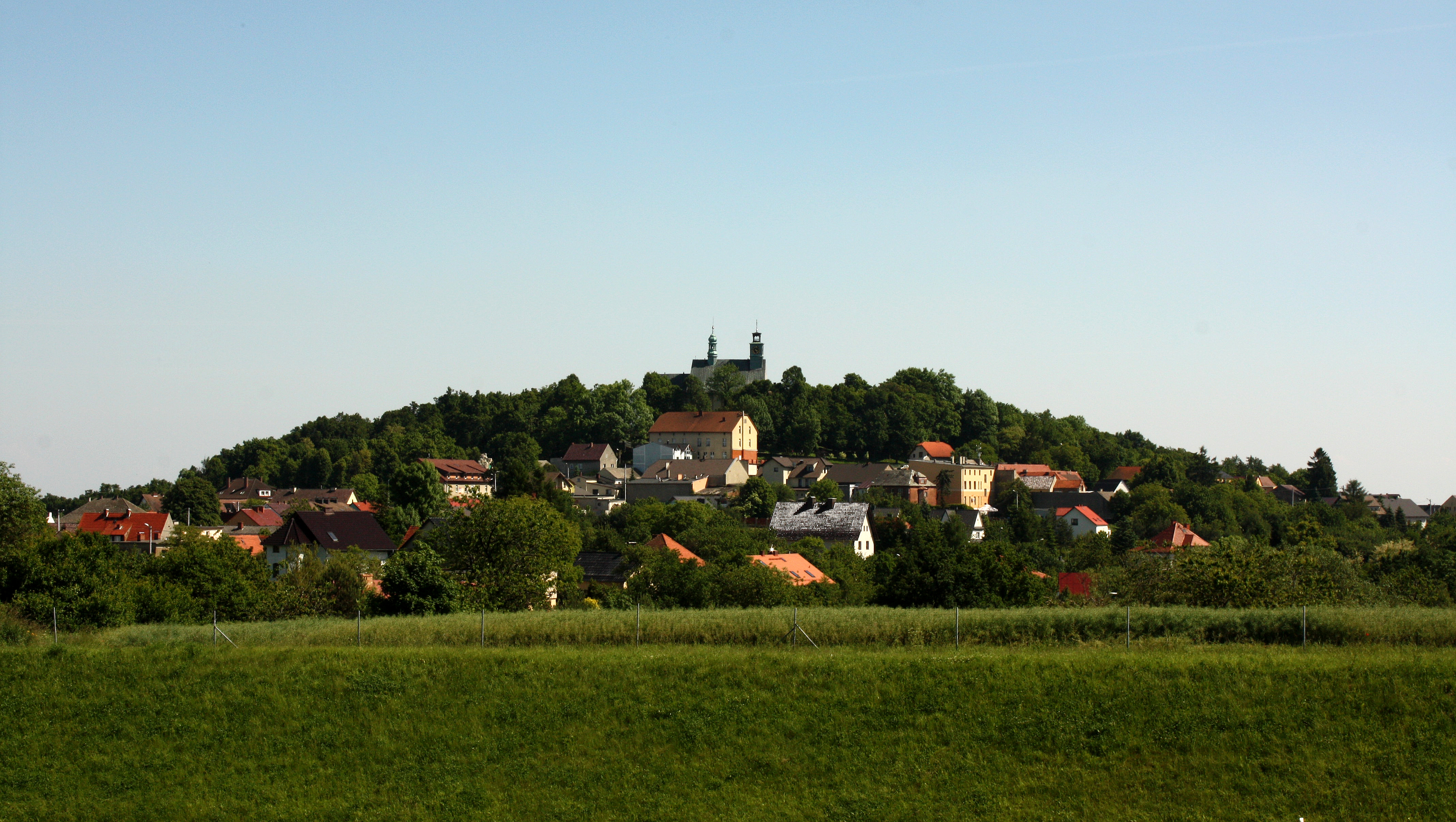
Góra Świętej Anny

Popularnymi wśród turystów obiektami kultury i historii są np. pałac w Mosznej, JuraPark Krasiejów, gród rycerski w Biskupicach, sanktuarium św. Anny na Górze św. Anny, Muzeum Wsi Opolskiej w Opolu-Bierkowicach. Jako dziedzictwo polskiej historii prezentowana jest Góra Świętej Anny jako miejsce zaciętych walk III powstania śląskiego, renesansowy zamek w Głogówku, w którym podczas potopu szwedzkiego przebywał król Polski Jan Kazimierz, a także sanktuarium św. Józefa w Prudniku, w którym więziony był kardynał Stefan Wyszyński. Głównym nurtem turystyki w województwie opolskim jest turystyka „do korzeni”, skupiająca się na turystach z Niemiec, którzy odwiedzają swoich krewnych lub tereny, z których pochodzi ich rodzina, a także miejsca związane z biografiami sławnych Niemców.

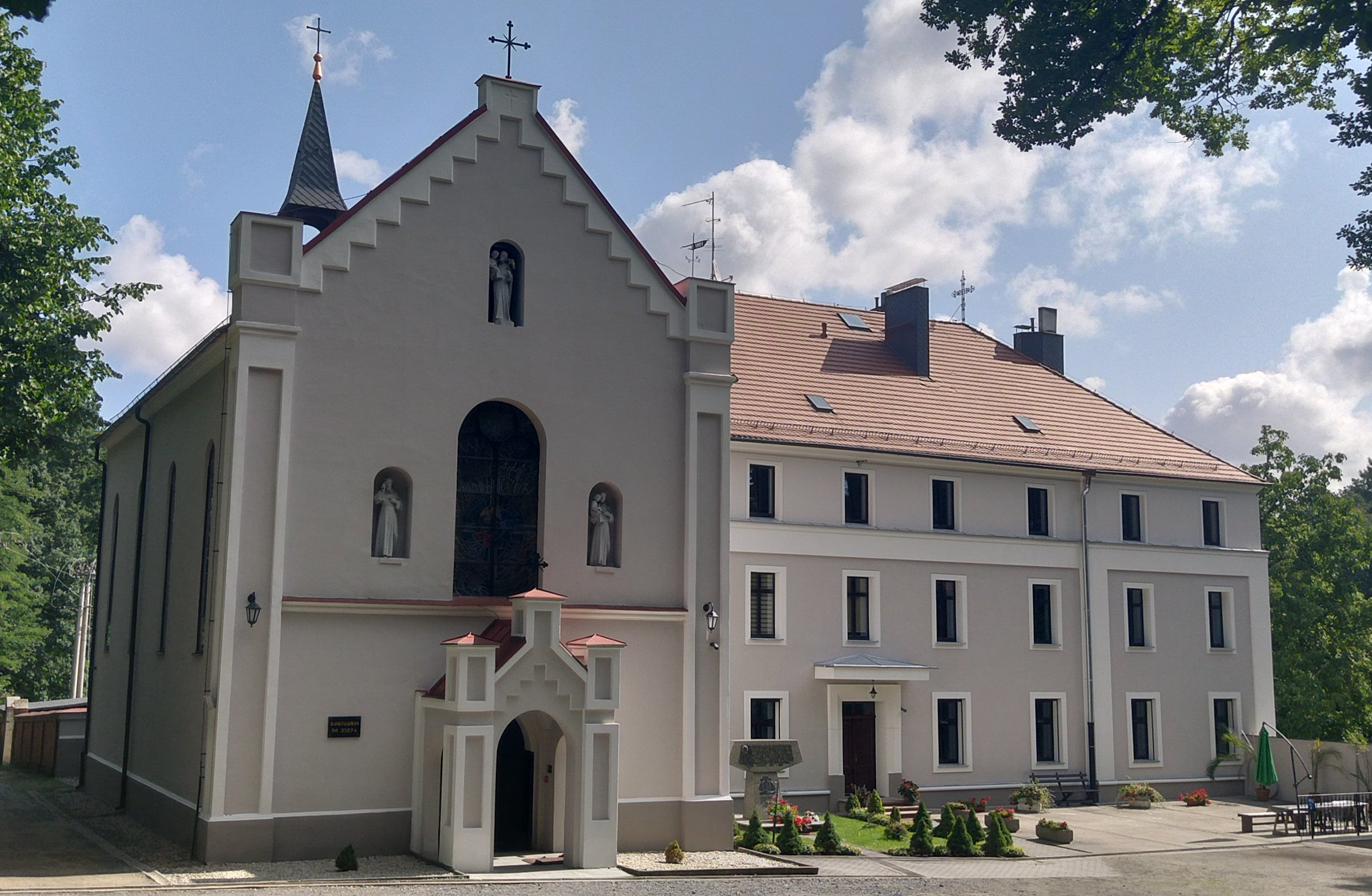
Sanktuarium św. Józefa w Prudniku

Za pomniki historii zostały uznane: Zamek Piastów Śląskich w Brzegu z renesansową bramą i kaplicą zamkową pod wezwaniem św. Jadwigi, zespół kościoła farnego pod wezwaniem św. Jakuba Starszego Apostoła i św. Agnieszki Dziewicy i Męczennicy w Nysie, kościół odpustowy pod wezwaniem św. Anny w Oleśnie, zespół staromiejski ze średniowiecznym systemem fortyfikacji w Paczkowie i komponowany krajobraz kulturowo-przyrodniczy Góry Świętej Anny. W Brzegu powołany został Park Kulturowy „Książęce Miasto Brzeg”.

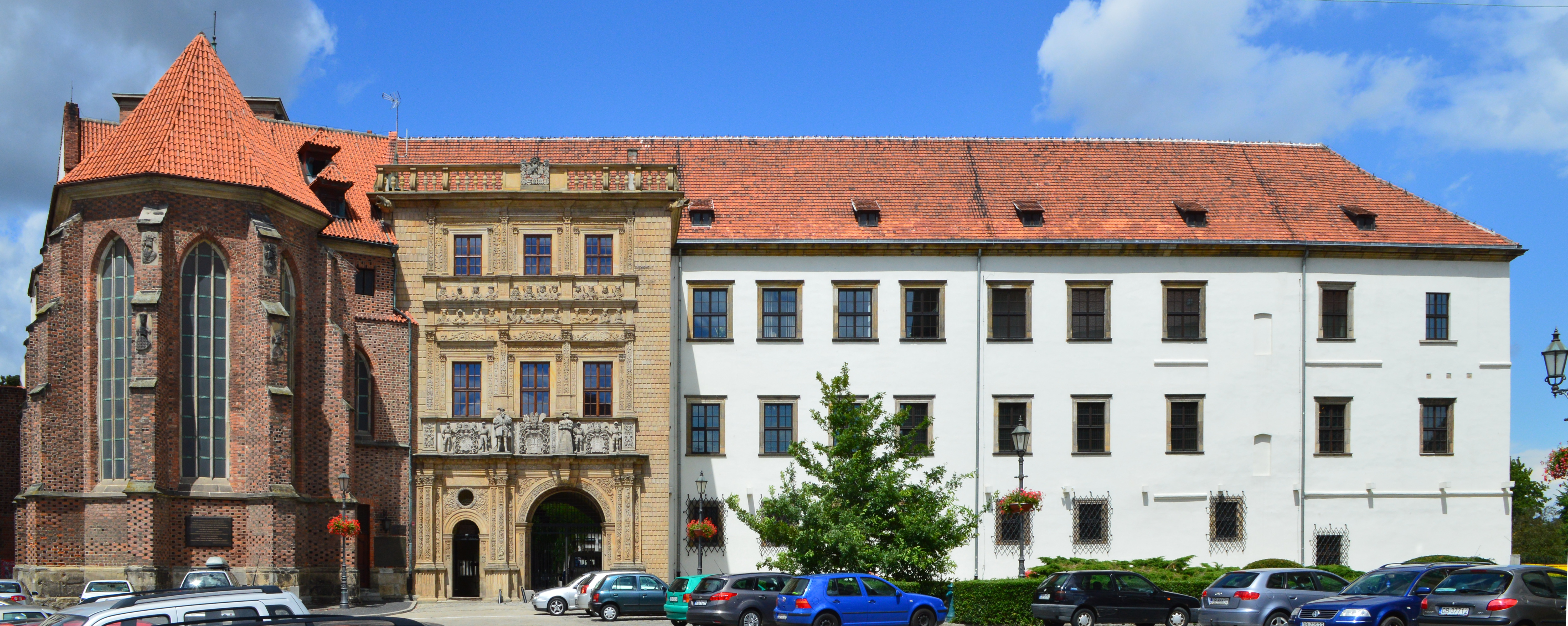
Zamek Piastów Śląskich w Brzegu

Na obszarze województwa znajdują się liczne zamki – w Brzegu, Głogówku, Namysłowie, Kędzierzynie-Koźlu, Otmuchowie, Niemodlinie, Białej Prudnickiej, Korfantowie, Karłowicach i Łące Prudnickiej. Są tu również ruiny zamków, m.in. w Trzebinie, Strzelcach Opolskich, Ujeździe, Chrzelicach. Znajdują się tu jedne z najstarszych w Polsce wież zamkowych – Wieża Piastowska w Opolu i Wieża Woka w Prudniku (najstarsza prywatna budowla obronna na terenie Polski). Województwo opolskie posiada też wiele okazałych pałaców – np. w Mosznej, Nysie, Kopicach, Dobrej, Naroku, Rozkochowie.
Wielokulturowość regionu jest powodem różnorodności opolskiej tradycyjnej kuchni. Na turystycznym szlaku kulinarnym „Opolski Bifyj” znalazły się obiekty z powiatów: kluczborskiego, prudnickiego, opolskiego, krapkowickiego, kędzierzyńsko-kozielskiego, oleskiego, brzeskiego, nyskiego i strzeleckiego.
Na południu województwa, w powiatach prudnickim i nyskim znajdują się znane ośrodki wypoczynkowe położone w Górach Opawskich – miejscowości Pokrzywna, Moszczanka, Jarnołtówek, Dębowiec, Wieszczyna. W Prudniku zaczyna się, ciągnący się przez całe Sudety (do Świeradowa-Zdroju) Główny Szlak Sudecki im. Mieczysława Orłowicza – jedna z dwóch najważniejszych oznakowanych tras pieszych w polskich górach.
Najwięcej turystycznych obiektów noclegowych znajduje się w powiatach: nyskim, opolskim, brzeskim, oleskim, kluczborskim, prudnickim i kędzierzyńsko-kozielskim.

## Nauka
Opole
- Uniwersytet Opolski
- Politechnika Opolska

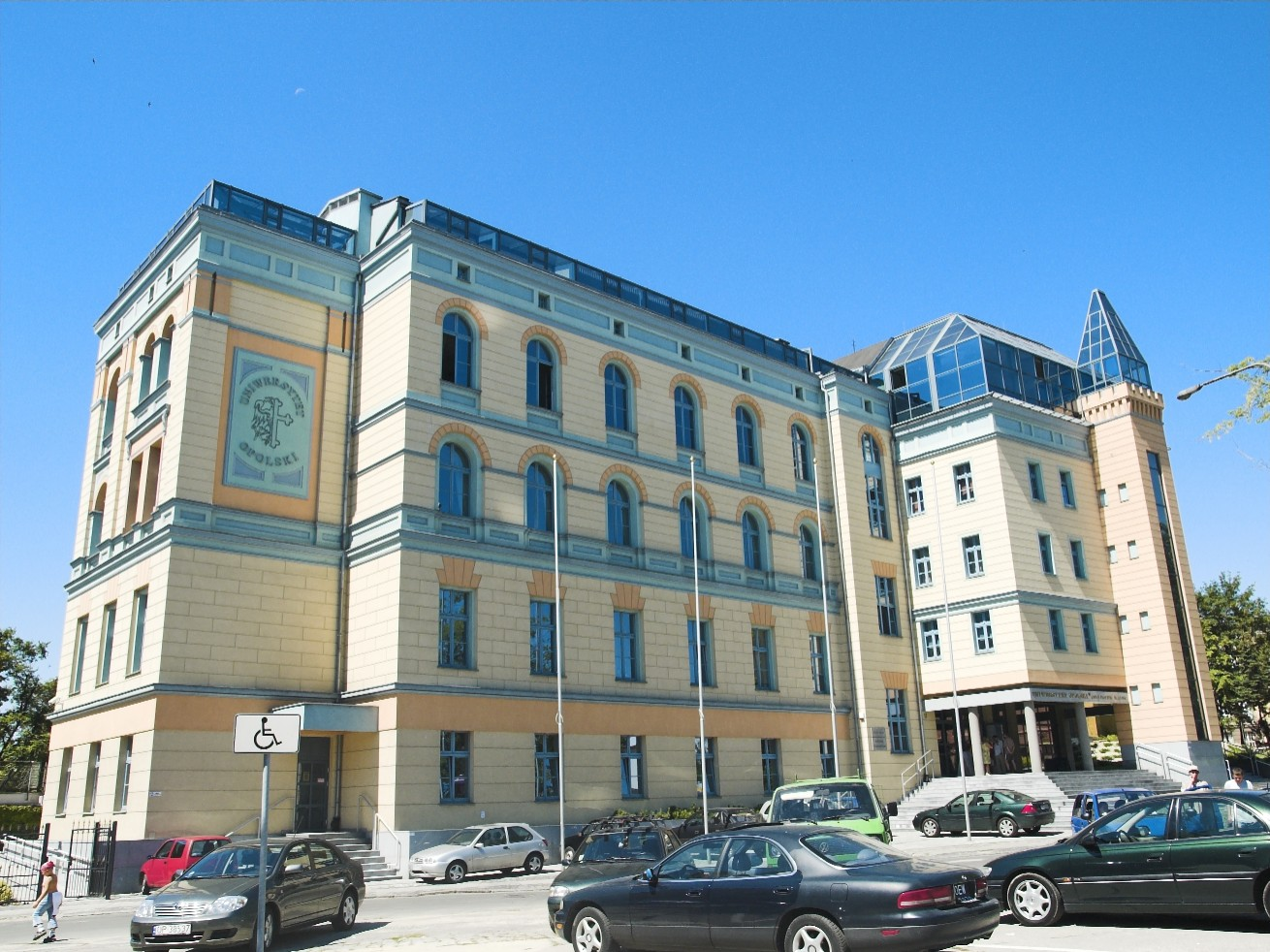
Siedziba rektoratu UO

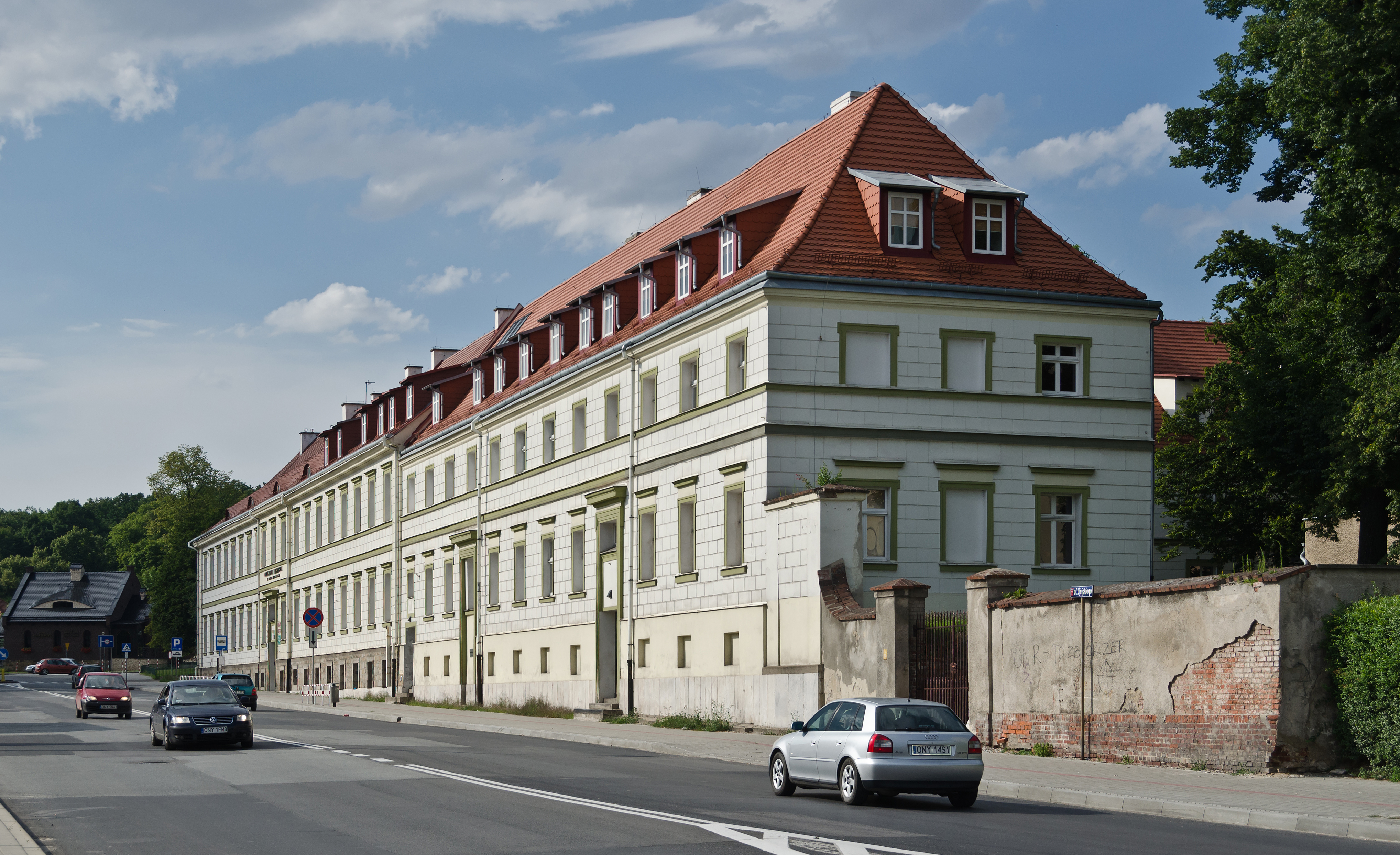
PANS w Nysie

- Wyższa Szkoła Zarządzania i Administracji w Opolu
- Wyższe Międzydiecezjalne Seminarium Duchowne w Opolu
- Wyższa Szkoła Bankowa we Wrocławiu
  - Wydział Ekonomiczny w Opolu

Brzeg
- Wyższa Szkoła Humanistyczno-Ekonomiczna w Brzegu

Nysa
- Państwowa Akademia Nauk Stosowanych w Nysie

## Honorowi Obywatele Województwa Opolskiego
Lista osób którym nadano tytuł Honorowy Obywatel Województwa Opolskiego:
- Karol Jonca (2002)
- Zdzisław Peszkowski (2002)
- Dennis Robert Radojcich (2002)
- Kurt Beck (2002)
- Christoph Grimm (2002)
- Robert Rauziński (2003)
- Haus-Josef Vogel (2004)
- Zbyszko Bednorz (2004)
- Alfons Nossol (2004)
- Adam Hanuszkiewicz (2005)
- Marian Zembala (2005)
- Wojciech Kilar (2006)
- Anna Nawrocka (2006)
- Waldemar Dąbrowski (2006)
- Bogdan Hussakowski (2006)
- Dorota Simonides (2008)
- Joachim Mertes (2009)
- Jerzy Buzek (2013)

## Transport

### Transport drogowy

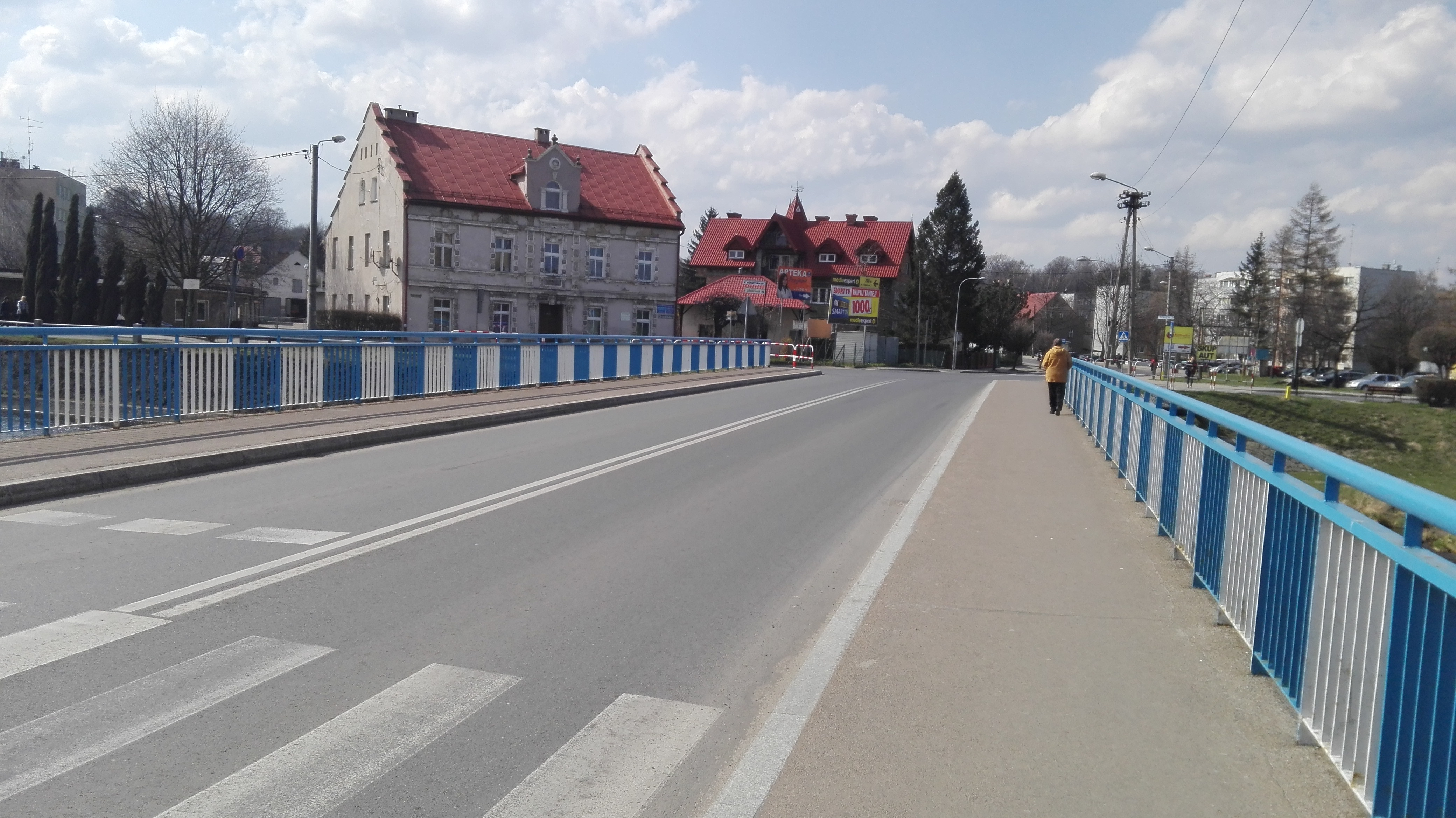
Droga krajowa nr 40 w Głuchołazach

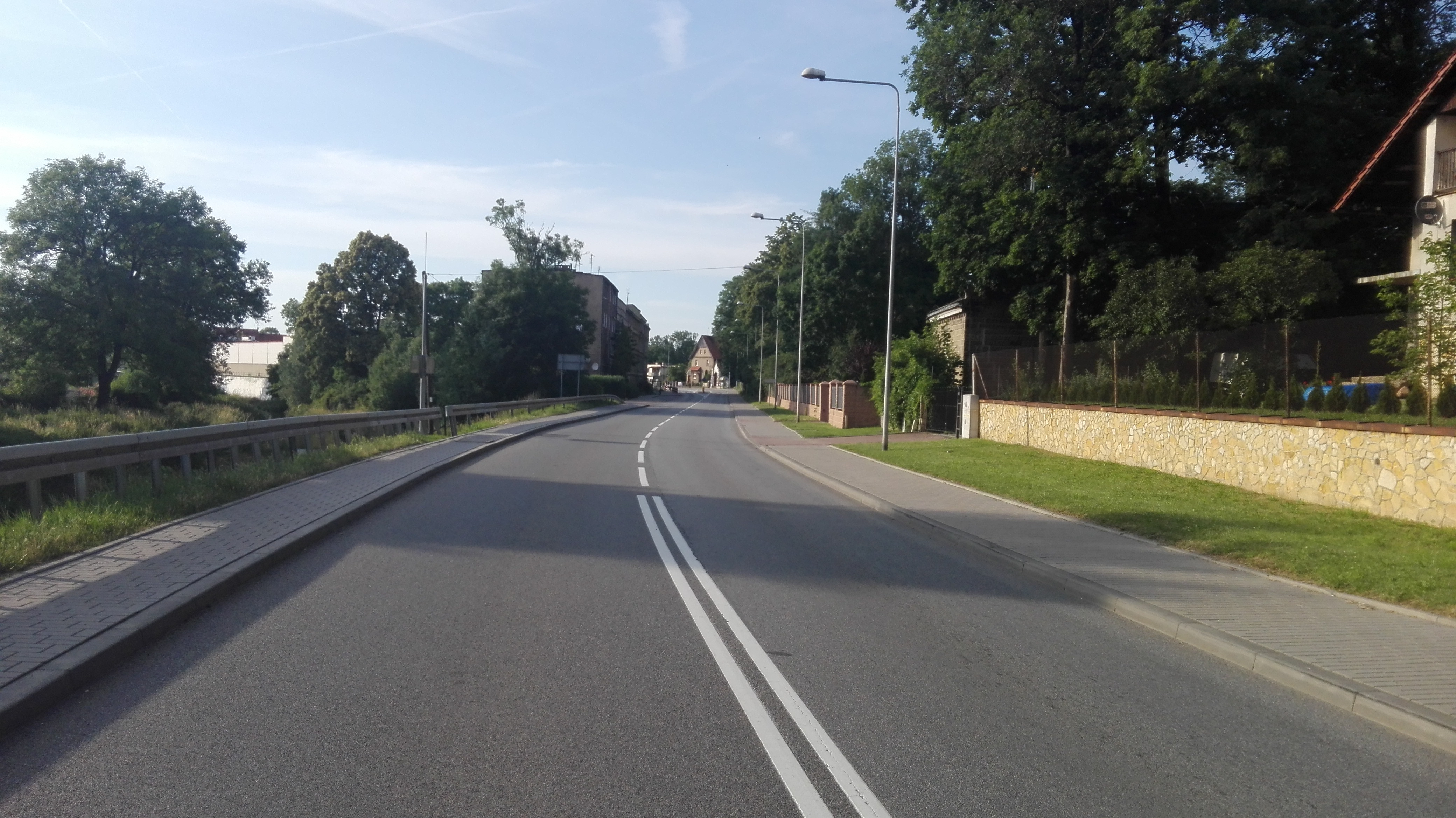
Droga krajowa nr 41 w Prudniku

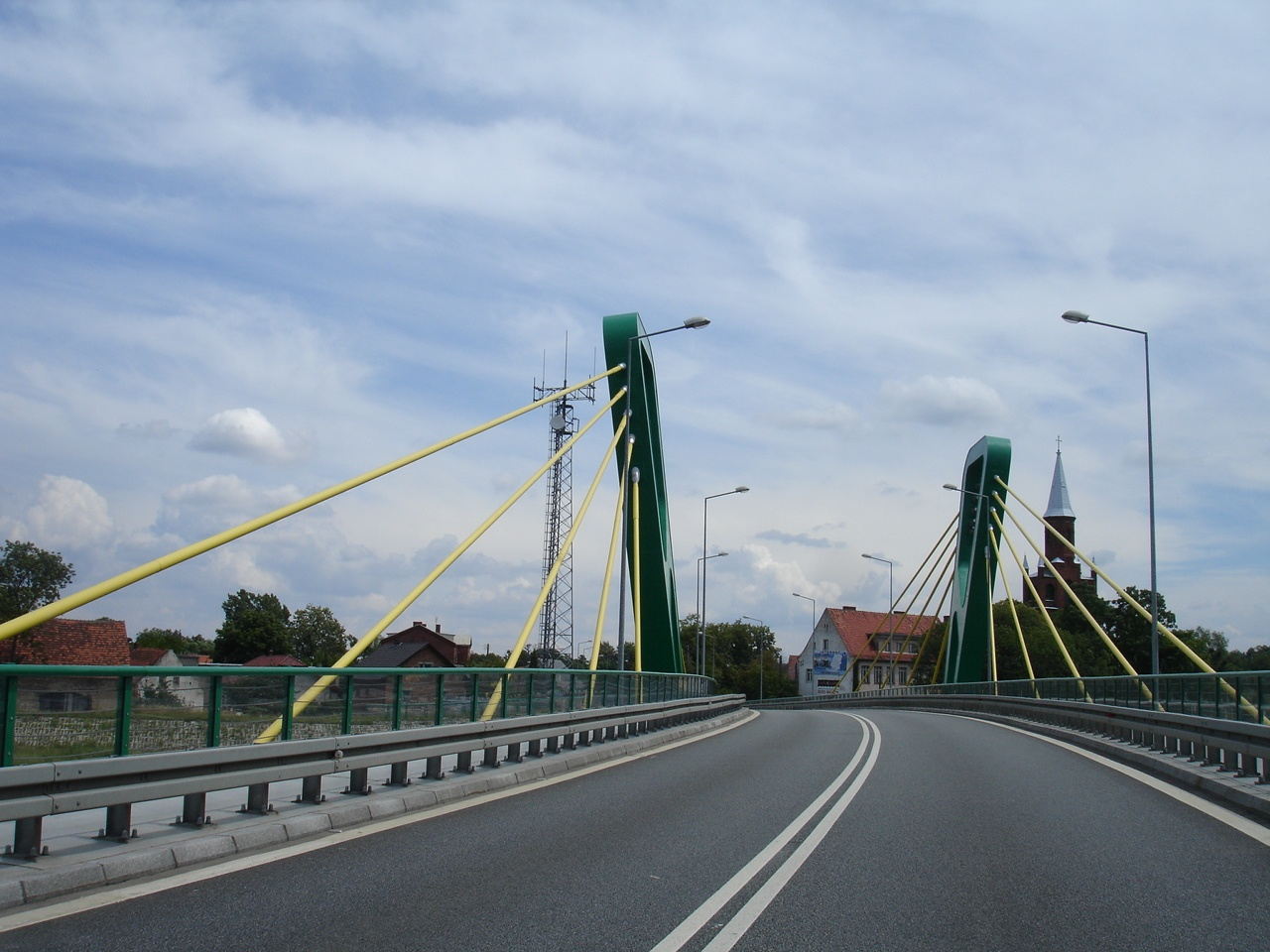
Droga krajowa nr 94 w Skorogoszczy

Według danych na dzień 31 grudnia 2018, na terenie województwa opolskiego było 10 504,8 km dróg publicznych, w tym: 779,5 km dróg krajowych (z czego 88,1 km autostrad), 995,5 km dróg wojewódzkich, 3 890,0 km powiatowych i 4 839,8 km gminnych.
| Droga | Trasa | Obecna długość w województwie |
| ----- | --- | ----------------------------- |
| A4E40 | granica państwa z Niemcami – Zgorzelec – Węgliniec – Bolesławiec – Legnica – Wrocław – Brzeg – Opole – Prószków – Strzelce Opolskie – Gliwice – Chorzów – Katowice – Mysłowice – Jaworzno – Chrzanów – Kraków – Wieliczka – Gmina Kłaj – Bochnia – Brzesko – Tarnów – Dębica – Rzeszów – Jarosław – Przemyśl – granica państwa z Ukrainą | 88 km                         |
| 11    | Kołobrzeg – Koszalin – Bobolice – Szczecinek – Podgaje – Piła – Ujście – Chodzież – Oborniki – Poznań – Kórnik – Jarocin – Pleszew – Ostrów Wielkopolski – Ostrzeszów – Kępno – Kluczbork – Lubliniec – Tworóg – Bytom | 56 km                         |
| 38    | granica państwa z Czechami – Pietrowice – Głubczyce – Kędzierzyn-Koźle | 42 km                         |
| 39    | Łagiewniki – Strzelin – Biedrzychów – Owczary – Brzeg – Namysłów – Kępno | 53 km                         |
| 40    | granica państwa z Czechami – Głuchołazy – Prudnik – Kędzierzyn-Koźle – Ujazd – Pyskowice | 82 km                         |
| 41    | Nysa – Prudnik – Trzebina – granica państwa z Czechami | 33 km                         |
| 42    | Namysłów – Kluczbork – Praszka – Rudniki – Działoszyn – Pajęczno – Nowa Brzeźnica – Radomsko – Przedbórz – Ruda Maleniecka – Końskie – Skarżysko-Kamienna – Rudnik | 76 km                         |
| 45    | Zabełków – Krzyżanowice – Racibórz – Krapkowice – Opole – Bierdzany – Kluczbork – Praszka – Wieluń – Złoczew | 142 km                        |
| 46    | Kłodzko – Nysa – Pakosławice – Jaczowice – Niemodlin – Karczów – Opole – Ozimek – Lubliniec – Blachownia – Częstochowa – Janów – Szczekociny | 131 km                        |
| 88    | Strzelce Opolskie – Nogowczyce – Gliwice – Bytom | 10 km                         |
| 94    | Bolesławiec – Krzywa – Chojnów – Legnica – Prochowice – Wrocław – Brzeg – Opole – Strzelce Opolskie – Toszek – Pyskowice – Bytom – Będzin – Sosnowiec – Dąbrowa Górnicza – Olkusz – ... – Tarnów – Rzeszów – Jarosław – Radymno – droga 1698R                                                                                            | 98 km                         |

### Transport kolejowy

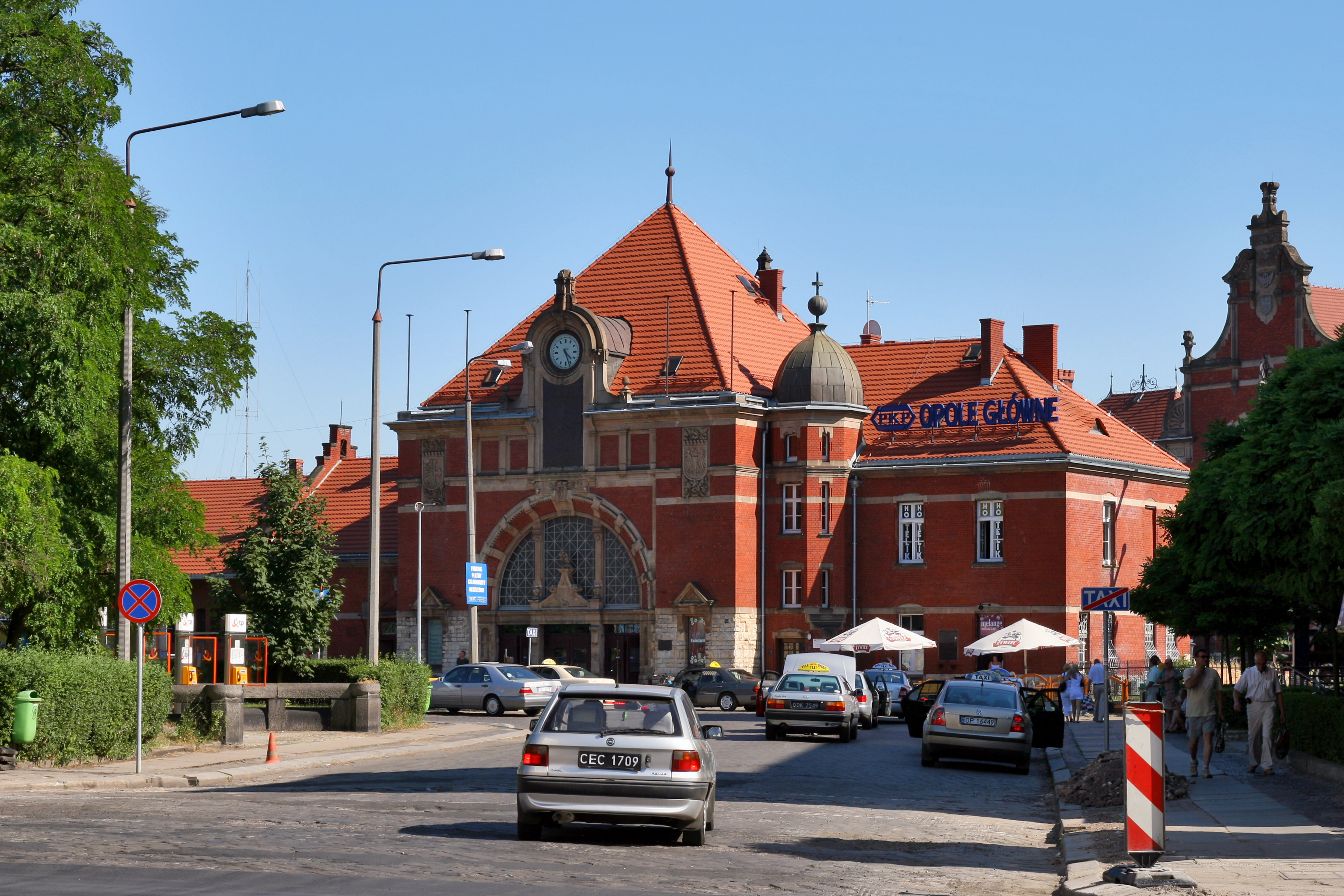
Dworzec Opole Główne

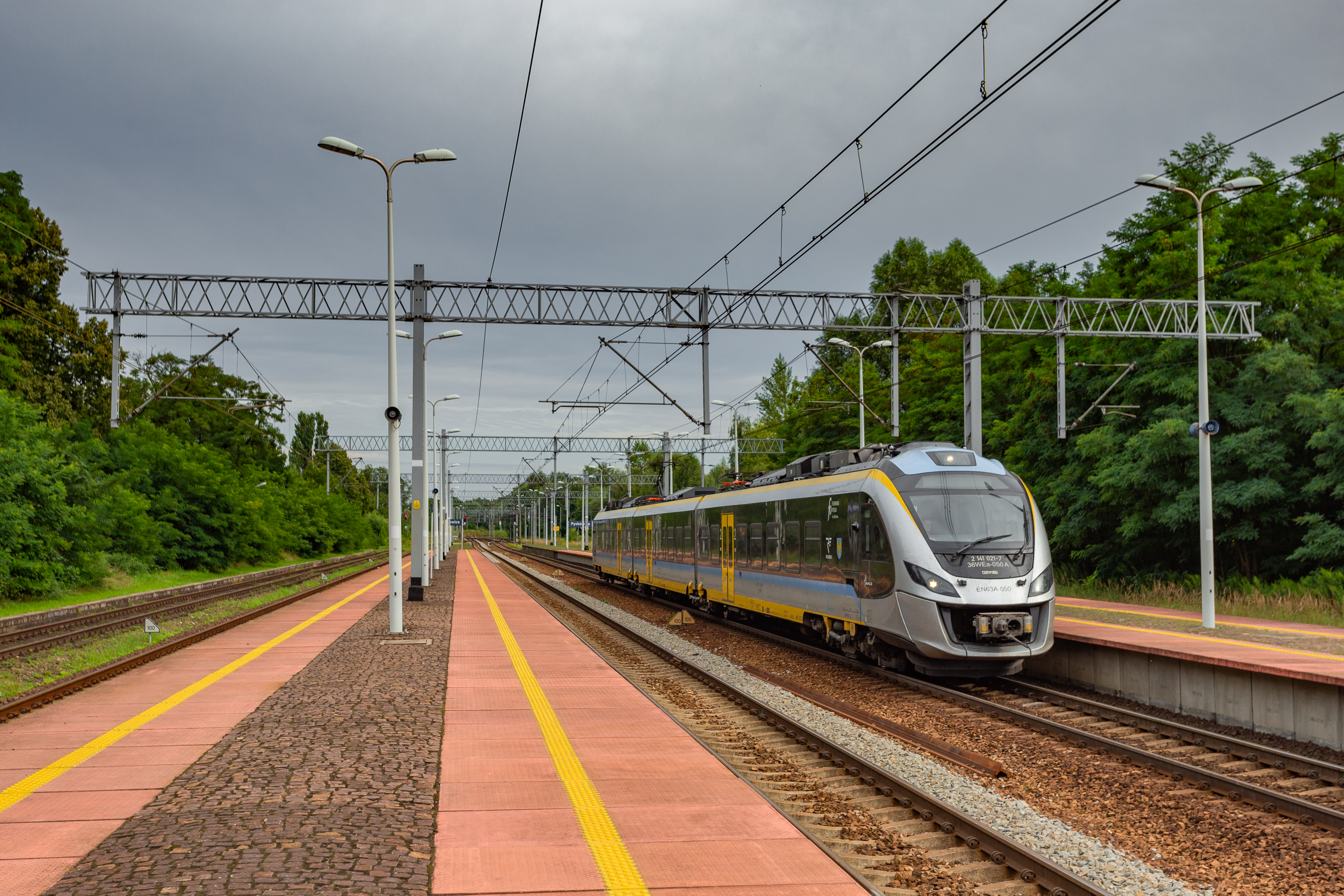
EN63A-050 w malowaniu województwa Opolskiego

W województwie opolskim znajduje się 798 km eksploatowanych linii kolejowych (14. miejsce w kraju), z czego 362 km to linie jednotorowe, natomiast 436 km – dwu- i więcej torowe. 440 km linii kolejowych jest zelektryfikowanych (stan na dzień 31 grudnia 2013). W 2017 roku statystyczny mieszkaniec województwa opolskiego jechał 5,3 raza pociągiem.
W województwie znajduje się 30 czynnych dworców kolejowych, 3 z nich są wpisane do rejestru zabytków (stan na dzień 31 października 2014).

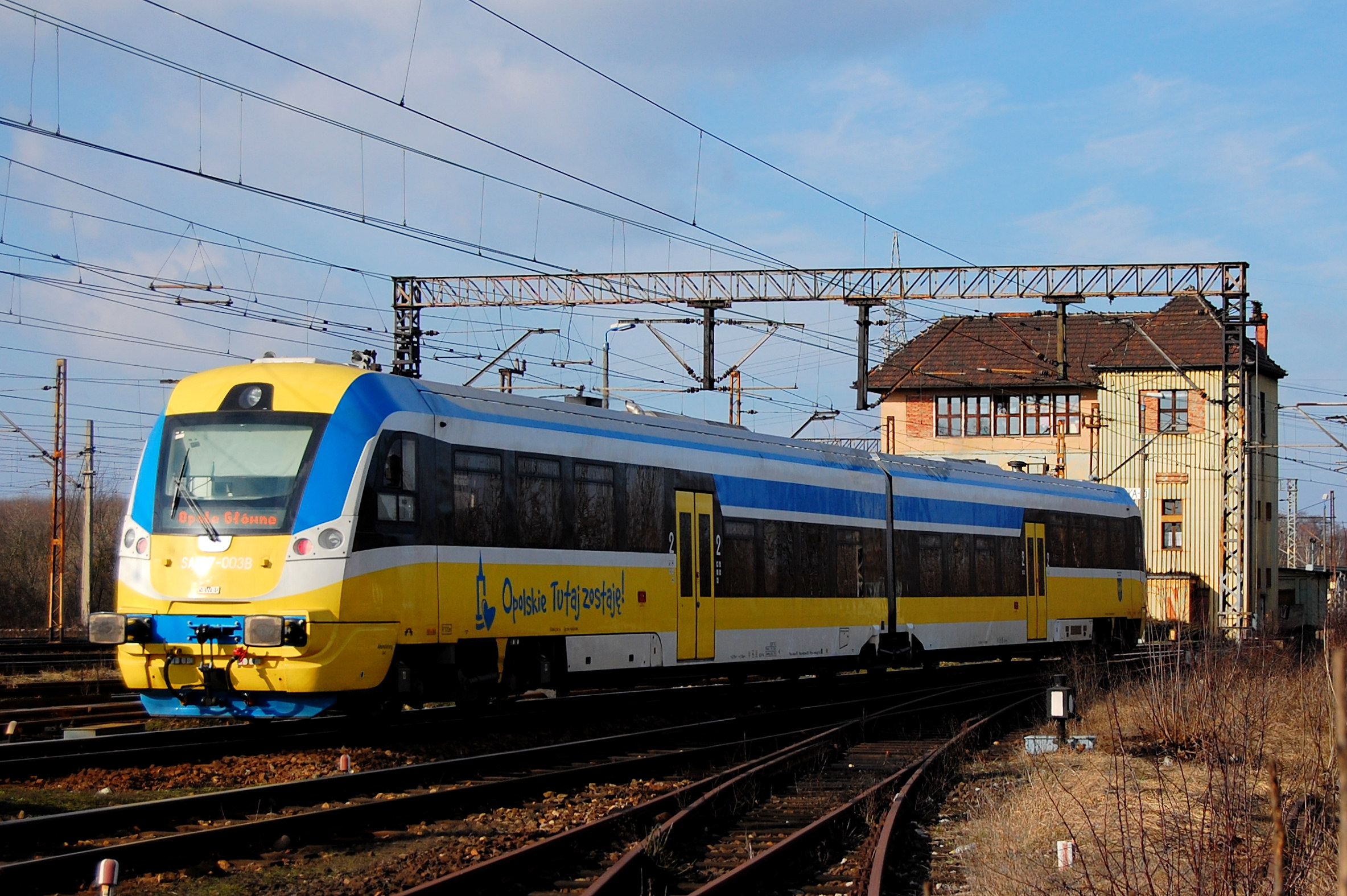
SA137

Województwo opolskie jest właścicielem 22 pojazdów szynowych: 11 spalinowych i 11 elektrycznych.
| Seria        | Typ   | Liczba | Producent / Modernizator |               |
| ------------ | ----- | ------ | ------------------------ | ------------- |
| EN57AL       | 5B/6B | 4      | Pafawag / Pesa i ZNTK MM | [ 51 ]        |
| EN63A Impuls | 36WEa | 7      | Newag                    | [ 52 ] [ 53 ] |
| SA103        | 214Ma | 3      | Pesa                     | [ 51 ]        |
| SA109        | 212M  | 1      | Kolzam                   | [ 54 ]        |
| SA134        | 218Md | 5      | Pesa                     | [ 55 ]        |
| SA137        | 220M  | 2      | Newag                    | [ 56 ]        |

## Sport

### Hokej

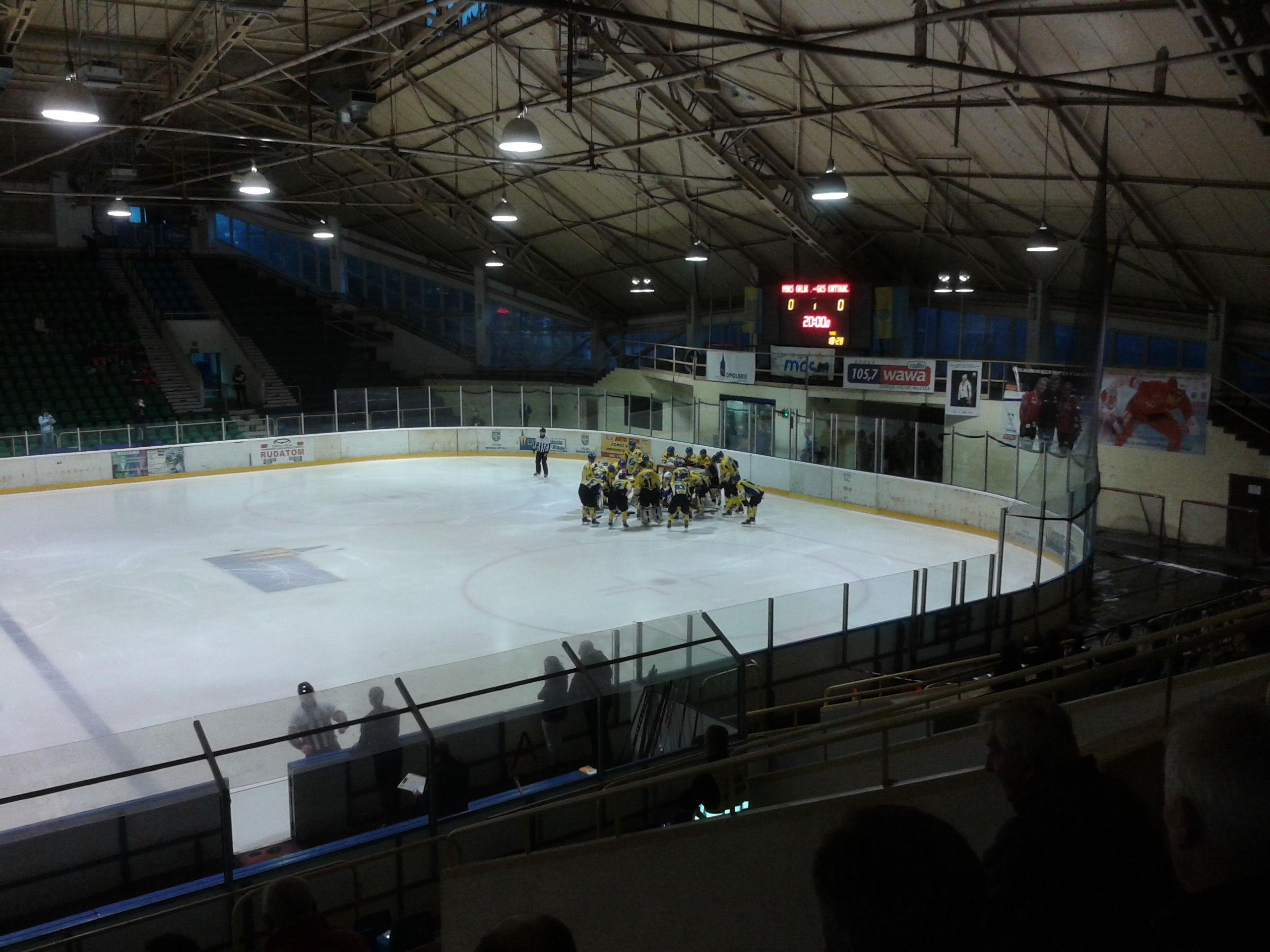
Hokeiści Orlika Opole

W rozgrywkach hokeja na lodzie uczestniczą kluby Opole HK i Orlik Opole. W przeszłości funkcjonowały też kluby Odra Opole, Pogoń Prudnik i Chemik Kędzierzyn-Koźle. Z Opola pochodził Rudolf Czech – dwukrotny olimpijczyk. W hokej na trawie gra klub Dwójka Nysa.

### Kolarstwo

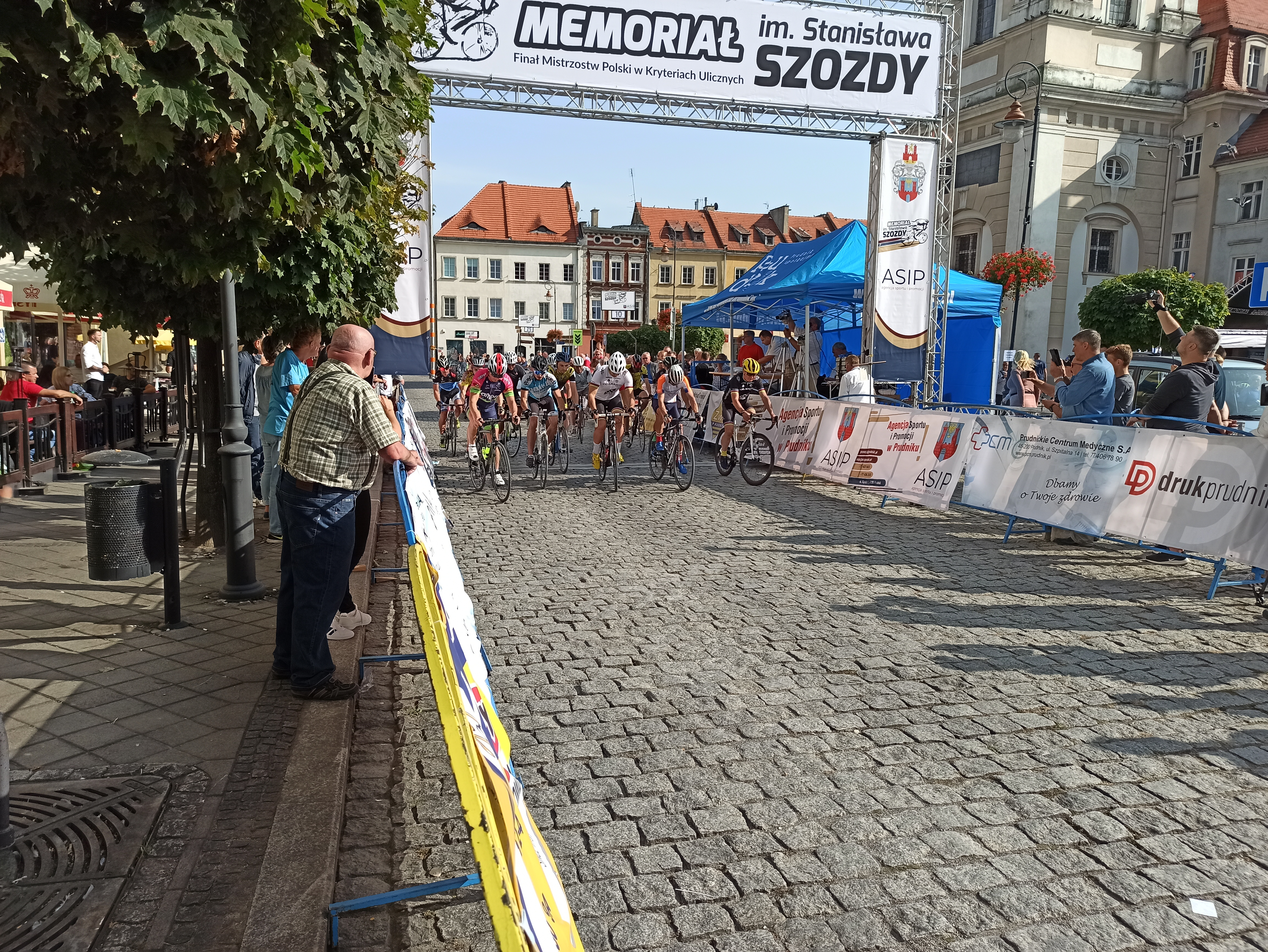
Memoriał Stanisława Szozdy w Prudniku

Miastem o tradycjach kolarskich jest Prudnik – pochodzili stąd m.in. Stanisław Szozda, Franciszek Surmiński i Krzysztof Szafrański. Kolarze Zarzewia Prudnik i LZS Opole byli medalistami mistrzostw Polski. Każdego roku we wrześniu w Prudniku odbywa się Memoriał Stanisława Szozdy.
Funkcjonuje Opolski Związek Kolarski. W województwie opolskim czterokrotnie odbyły się mistrzostwa Polski w kolarstwie przełajowym: 1954 (Nysa), 1957 (Niemodlin), 1968 (Prudnik), 1970 (Kędzierzyn). Przez województwo wielokrotnie przebiegała trasa wyścigu Tour de Pologne.

### Koszykówka

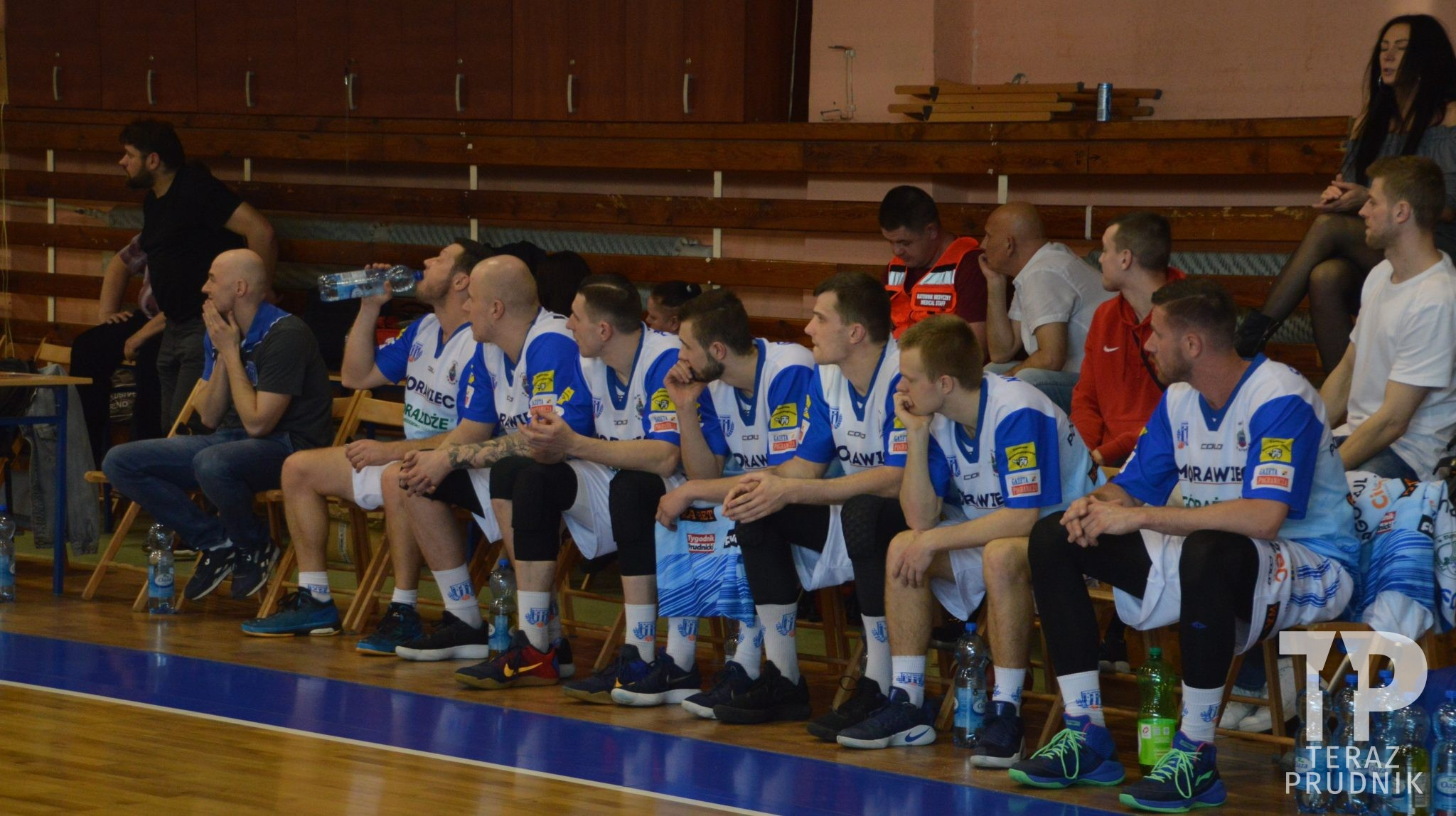
Koszykarze Pogoni Prudnik

Koszykówka cieszy się popularnością w Prudniku, który nazywany jest „koszykarską stolicą Opolszczyzny”. Pogoń Prudnik – najwyżej utytułowany klub koszykarski – wielokrotnie uczestniczyła w rozgrywkach I ligi, a także zdobył tytuł mistrza Polski młodzików. W I lidze mecze rozgrywała również drużyna Weegree AZS Politechnika Opolska. W Basket Lidze Kobiet grała Odra Brzeg. Koszykarskie Ośrodki Sportowego Szkolenia Młodzieży PZKosz utworzono w Prudniku (oddział męski) i w Brzegu (oddział żeński).
Opolski Związek Koszykówki (OZKosz) organizuje rozgrywki III ligi mężczyzn i II ligi kobiet, a także lig juniorów.

### Łucznictwo

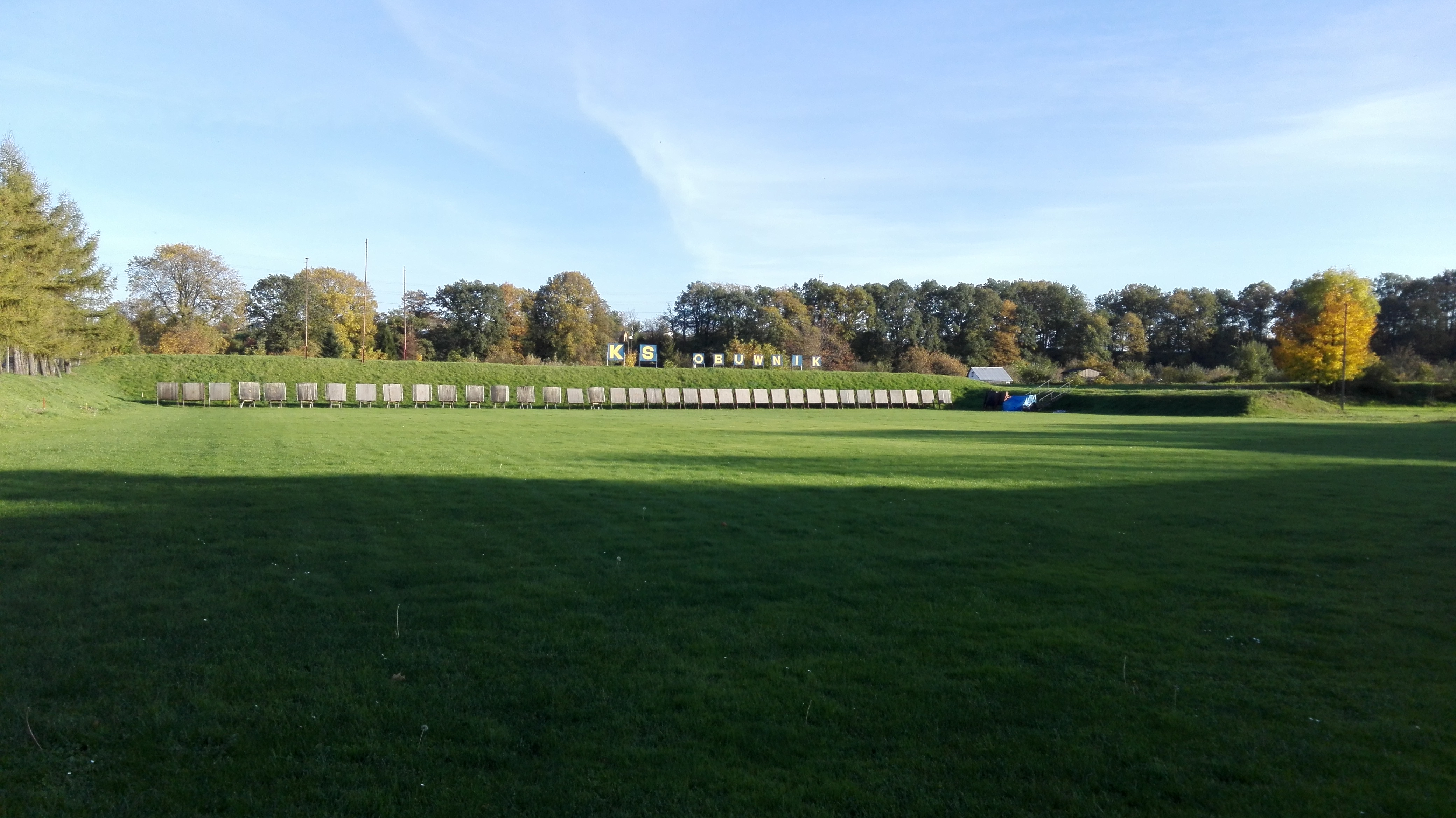
Tor łuczniczy w Prudniku

Jednym z najbardziej utytułowanych klubów łuczniczych w Polsce jest Obuwnik Prudnik, którego zawodnicy zdobyli tytuły mistrzów Polski, Europy i świata. Pozostałymi klubami łuczniczymi w województwie są Chrobry Głuchołazy i Apacz Prudnik.
Opolski Okręgowy Związek Łuczniczy ma siedzibę w Głuchołazach. Mistrzostwa Polski w łucznictwie odbywały się w województwie opolskim w latach: 1955 (Opole), 1975 (Prudnik), 1982 (Prudnik), 1989 (Prudnik), 2004 (Prudnik), 2013 (Głuchołazy).

### Piłka nożna

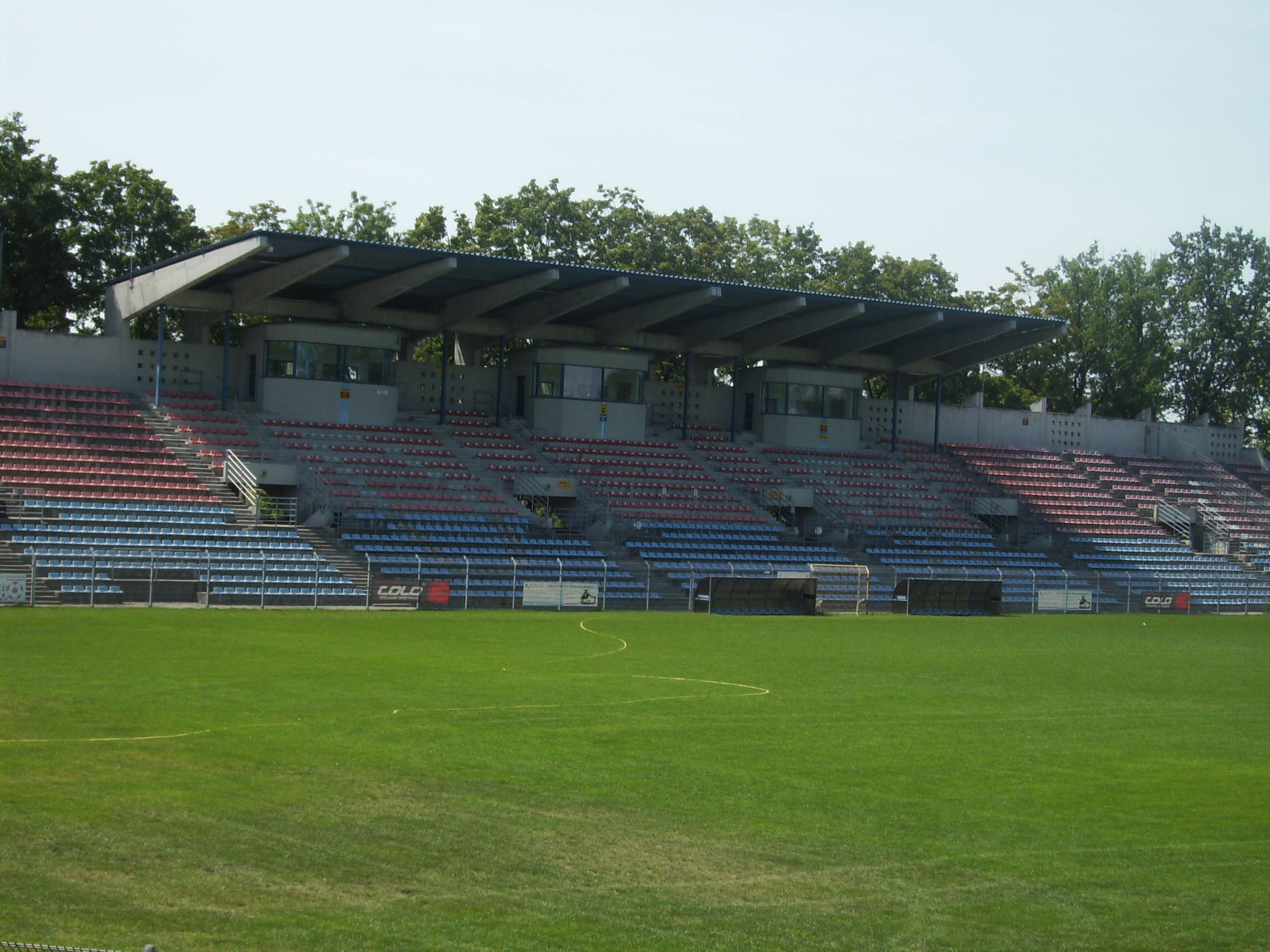
Stadion Miejski w Opolu

Do najbardziej utytułowanych klubów piłkarskich należą: Odra Opole, Włókniarz Kietrz, Małapanew Ozimek, MKS Kluczbork, Start Namysłów oraz Chemik Kędzierzyn-Koźle. Kluby te zajmują najwyższe lokaty w tabeli wszech czasów I ligi, a opolska Odra grała ponadto w Ekstraklasie. Najstarszym zarejestrowanym klubem piłkarskim w województwie opolskim jest Pogoń Prudnik. W rozgrywkach Ekstraligi kobiet występował Rolnik Biedrzychowice-Głogówek.
Pierwszym okręgowym związkiem sportowym na Opolszczyźnie był Podokręg Związku Piłki Nożnej w Prudniku. Opolski Związek Piłki Nożnej organizuje rozgrywki IV ligi mężczyzn i IV ligi kobiet, klasy okręgowej (podzielona na grupy północną i południową), klas A i B, III ligi futsalu, rozgrywki juniorów, trampkarzy i młodzików, a także szczebel regionalny Pucharu Polski. Opole gościło finał Pucharu Polski w 1987.

### Siatkówka

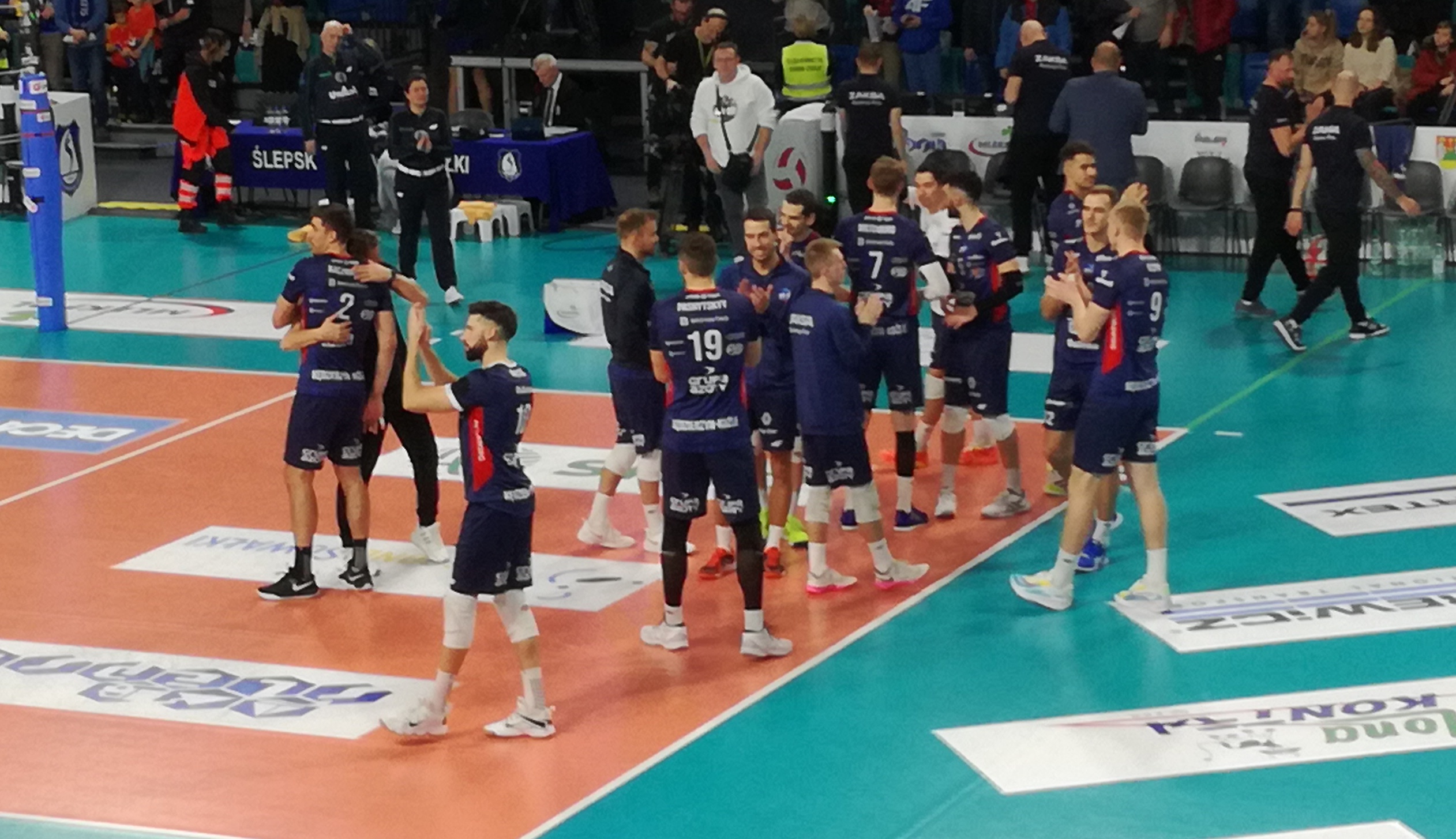
Siatkarze ZAKSY Kędzierzyn-Koźle

Jednym z najwyżej utytułowanych klubów siatkarskich w Polsce jest ZAKSA Kędzierzyn-Koźle – wielokrotny zwycięzca Ligi Mistrzów oraz mistrzostw Polski. W PlusLidze mecze rozgrywała również Stal Nysa (zdobywca Pucharu Polski). W rozgrywkach I ligi mężczyzn uczestniczyły kluby Mickiewicz Kluczbork, ZAKSA Strzelce Opolskie i AZS Politechnika Opolska. W Tauron Lidze (najwyższa klasa żeńska) gra UNI Opole.
Opolski Związek Piłki Siatkowej odpowiada za prowadzenie rozgrywek III ligi.

### Wasserball
Na południu województwa, w pobliżu Prudnika, odbywają się unikatowe zawody wodnej piłki prądowej Wasserball, organizowane przez lokalne jednostki ochotniczych straży pożarnych. We wsi Przechód corocznie odbywa się Międzynarodowy Turniej Piłki Prądowej Wasserball, natomiast w Kierpniu odbywają się zawody lokalne.

### Żużel
Sport żużlowy uprawiany jest w Opolu. W rozgrywkach I ligi uczestniczył klub Kolejarz Opole – medalista mistrzostw Polski. Z Opola pochodził Jerzy Szczakiel – pierwszy polski indywidualny mistrz świata na żużlu.

### Obiekty sportowe

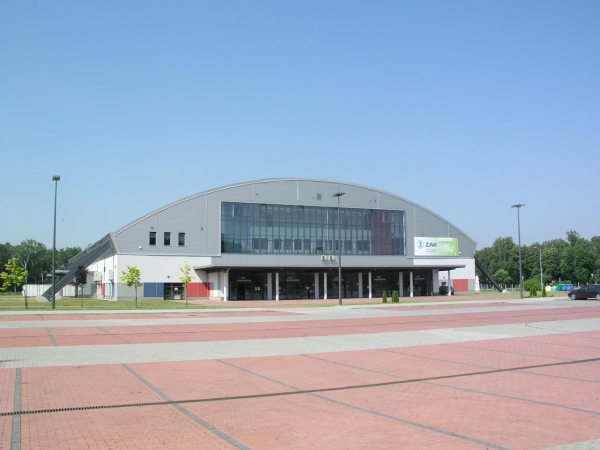
Hala „Azoty” w Kędzierzynie-Koźlu

Największym stadionem w województwie jest Stadion Miejski „Odra” w Opolu. Pozostałymi obiektami z dużą pojemnością są m.in.: Stadion Miejski w Ozimku, Stadion Polonii Nysa, Stadion Miejski w Kędzierzynie-Koźlu, Stadion Miejski w Zdzieszowicach, Stadion Miejski w Kluczborku, Stadion Sportowy w Namysłowie i Stadion Miejski w Prudniku.
W województwie funkcjonuje również wiele hal widowiskowo-sportowych z których największe są: Stegu Arena w Opolu, Hala „Azoty” w Kędzierzynie-Koźlu, Hala Nysa, Hala „Obuwnik” w Prudniku i Hala Gwardii im. Jerzego Klempela w Opolu.
W Opolu znajduje się żużlowy Stadion im. Mariana Spychały.